# 大槌町

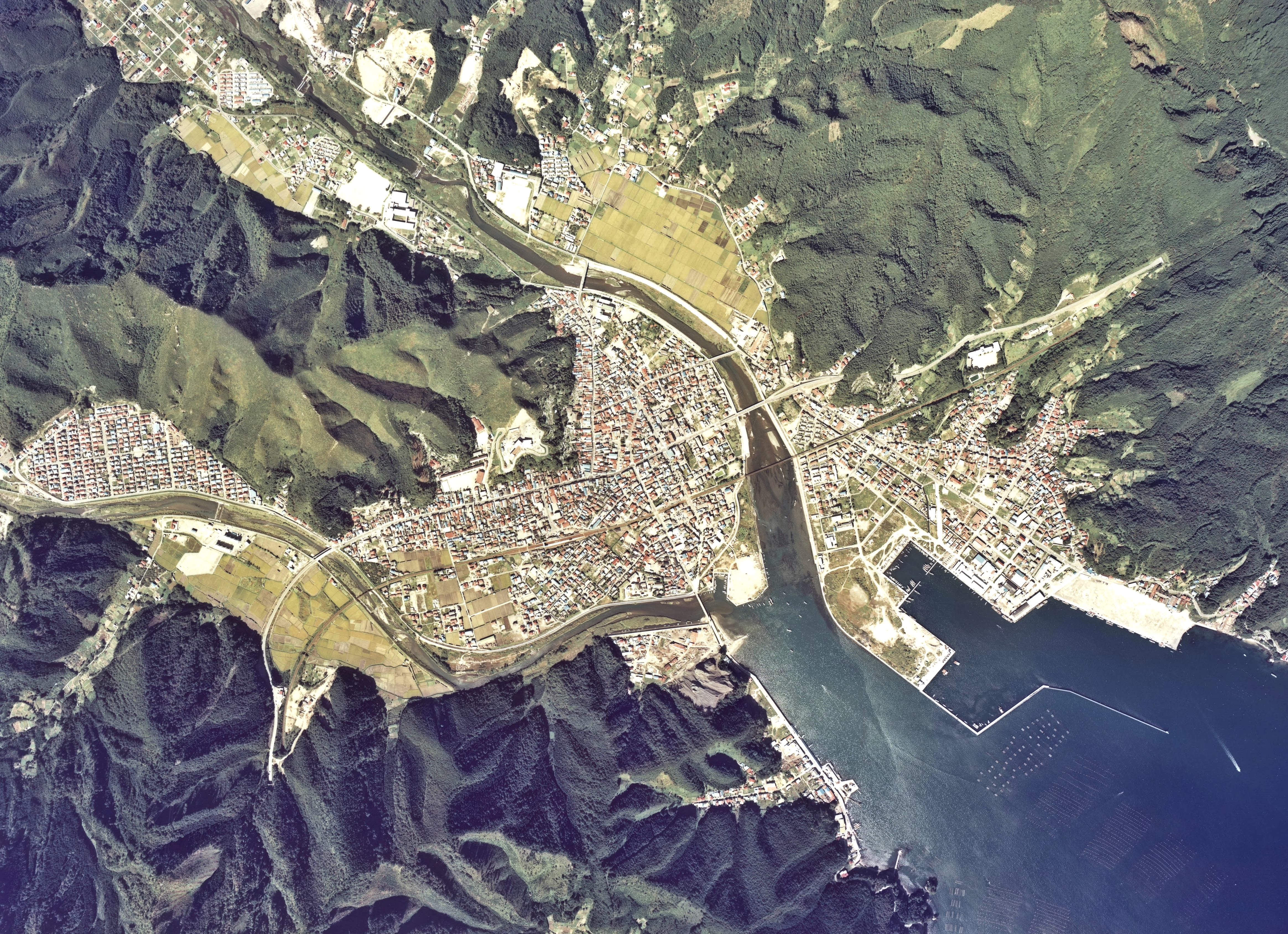
東日本大震災前の大槌町中心部周辺の空中写真。1977年撮影の2枚を合成作成。
。

大槌町（おおつちちょう）は、岩手県上閉伊郡に所在する町。東側で太平洋に面しており、三陸地方、三陸ジオパークの一部をなす。
縄文時代の遺跡が多く見られる。振興山村、辺地、過疎地域の指定を受けている。
町内にある蓬莱島は、NHKで放送された人形劇『ひょっこりひょうたん島』のモデルといわれ、町内の防災行政無線で流れる昼のチャイムには同番組のテーマソングが使われている。

## 地理
約200平方キロメートルの町域は海岸部から西北へ内陸部に広がっており、9割が林野である。大槌川と小鎚川が、北上山地に発してほぼ並行に南東方向へ流れ、三陸海岸の大槌湾へと注いでいる。そこに形成された沖積平野に町の中心部がある。大槌湾の北には船越湾がある。
人口は約1万1000人で沿岸部に集中しており、鉄道（三陸鉄道リアス線）や主要道路（国道45号）も海岸近くを走っている。西部の山間地域にも集落がある。
下記が主要な地形として挙げられる。
山
- 鯨山（くじらさん[4][5]、くじらやま[5]）：標高610.2 m。大鯨山と小鯨山からなる[5]。
- 石坂森（いしざかもり）：標高573.3 m。
- 白見山（しろみやま）：標高1,172.6 m。
- 高滝山

峠
- 土坂峠：岩手県道26号、宮古市境
- 樺坂峠：長井林道、遠野市境

河川
- 大槌川（おおつちかわ）
- 小鎚川（こづちかわ）

近海・沿岸地形
- 船越湾、浪板海岸、吉里吉里海岸、大槌湾[2]

### 湧水
当町は湧水の町でもある。大槌川と小鎚川に注ぐ雨水が川の伏流水とともに地下に浸透し、河口付近の扇状地に湧出する。水が急勾配を下ることで海側の圧力を抑え込むため、かつては海から50 mも離れていない場所であっても淡水が得られていた。町中心部の町方地区では、この水が出る自噴井が約180か所存在しており、生活用水のほか、水産加工・酒造・豆腐作りなどの産業にも活用されていた。またサケ・マスの孵化場にも利用されている。
大槌川では、湧水域に生息するイトヨが確認されており、岩手県内では唯一の生息地となっているほか、冷水の清流のみに育つバイカモも見ることができる。

### 広域地域区分

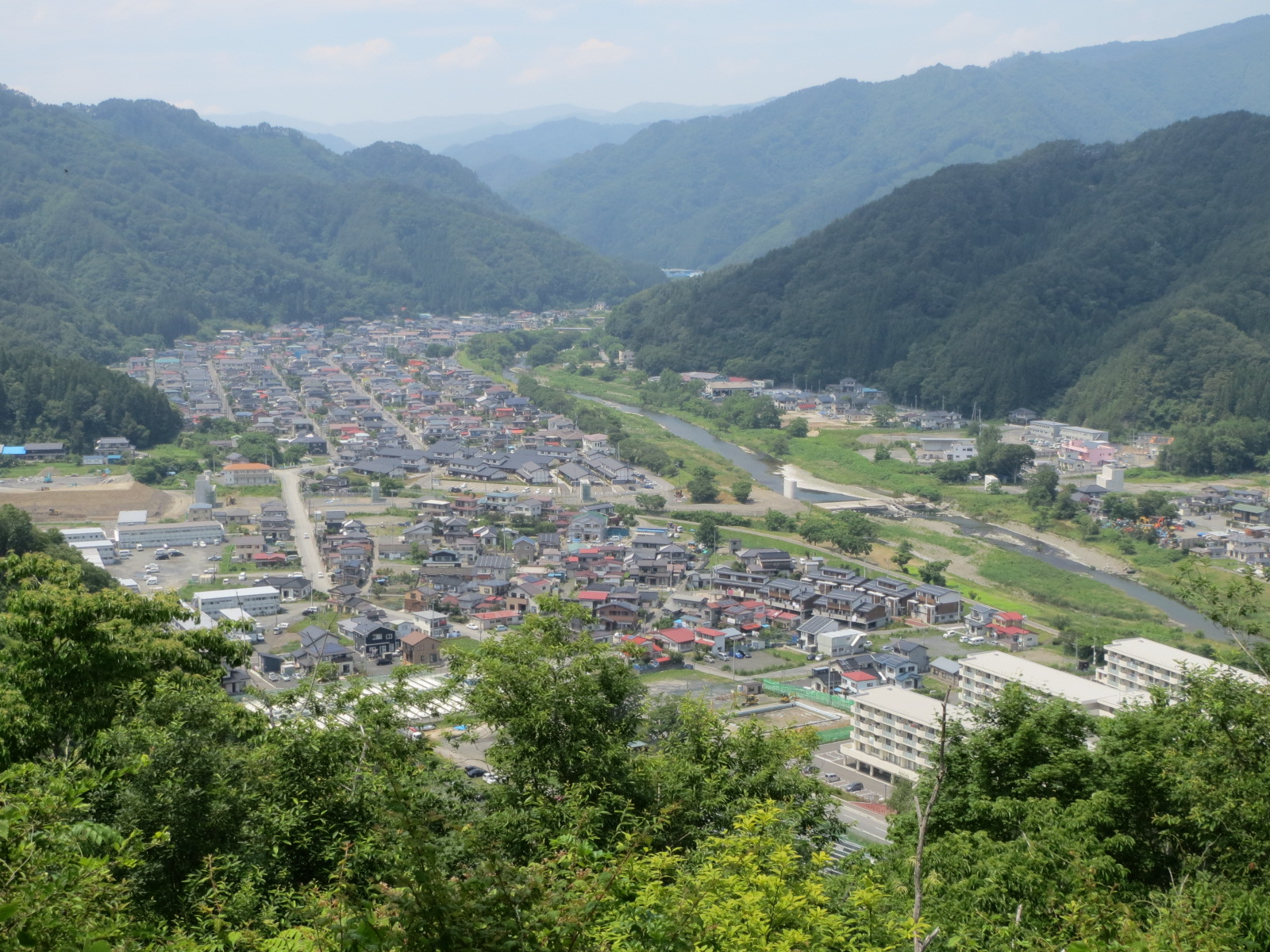
城山から臨む源水・大ヶ口地区（2017年6月）

東北地方のうち三陸地方に含まれ、岩手県内の地方区分である、県北・沿岸・県央・県南のうち、沿岸地方に属する。
cf. 岩手県の地方区分図

### 隣接する自治体
cf. 岩手県の市町村全図
- 山田町：北部で幅広く隣接。
- 宮古市：北西部で隣接。
- 遠野市：西部で隣接。
- 釜石市：南部で幅広く隣接。

### 町内の地域
cf.

## 歴史
※新暦導入以前（1872年以前）の日付は和暦による旧暦。丸括弧内は西暦で、1581年以前はユリウス暦、1582年以降はグレゴリオ暦。

### 盛岡藩の港町
戦国時代、当地は周辺地域の有力武将であった大槌氏の支配下であった。大槌氏は九戸政実の乱や岩崎合戦で南部氏方の武将として活躍した。大槌氏は特産の南部鮭の交易で財を成したが、中央集権化を進める南部利直によって謀反の嫌疑をかけられ、処罰された。大槌氏亡き後、この地は大槌城代が置かれて盛岡藩の管理下となり、その後は大槌代官所（南閉伊代官所）が置かれ、現在の山田町と釜石市の一部を含めた地域の行政を管轄した。

## 東日本大震災
2011年（平成23年）3月11日14時46分18秒、マグニチュード9.0の東北地方太平洋沖地震が発生し、大槌町も強い揺れに襲われた。町内では新町に地震計が設置されていたが、震度は不明となっている。隣接する市町村では、釜石市が6弱、宮古市と遠野市で5強、山田町は5弱であった。加えて、この地震が引き起こした津波とそれによって発生した津波火災により、町は壊滅的被害を受けた。
発災時、町長・加藤宏暉を始めとする町職員幹部ら約60人は災害対策本部を立ち上げるべく町庁舎2階の総務課に参集したが、余震が続くためにいったん駐車場へ移動し、さらに津波接近の報を受けて屋上に避難しようとしたものの、約20人が屋上に上がったところで津波が到達。町長と数十人の職員は避難が間に合わず、庁舎の1・2階を襲った津波に呑み込まれて、そのまま消息が途絶えた。町長以外にも課長級の職員が全員行方不明となったため、行政機能が麻痺した。県都である盛岡市から車で数時間かかる地勢も災いして被害の全容が外部に伝わりにくく、周囲から孤立した状況がしばらく続いた。
JR山田線の大槌駅は駅舎などが津波で流失し、線路にも大きな被害が出た。
東京大学海洋研究所付属の国際沿岸海洋研究センターは、人的被害こそなかったものの、建物は3階まで津波に洗われ、特に壊滅的状態となった1・2階では紙媒体と電子媒体による保存データの全てが失われた。また、港に係留してあった研究船は沈没した。
三陸海岸初の双胴型高速旅客船である釜石市所属の観光船「はまゆり」（109 t、200人乗り）は、定期検査のために赤浜地区の岩手造船所で陸に揚げられた3時間後、津波にさらわれた。第2波が来たときには防波堤を越えて内陸へ押し流され、150 mほど北にある2階建ての民宿の屋根に引っかかり、その上に乗る形でほぼ無傷のまま止まった。
避難所生活を送る人たちのために民謡を歌って慰問活動をしていた地元の女子中学生臼澤みさきがテレビの報道番組に映り、それがきっかけとなって2012年7月に歌手デビューした。
- 3月19日：行方不明となっていた町長加藤宏暉が遺体で発見[13]。津波被害のため選挙が実施できず、以後5か月余りにわたって町長が空席となる。
- 4月9日：この時点で判明した人的被害は死者583人、行方不明者1,068人、避難者9,070人[13]、建物被害は詳細不明。
- 4月24日：津波で民宿の屋上に漂着した釜石市の観光船「はまゆり」は、防災教育を主目的とした震災のモニュメントとして保存する案が地震研究者らの提言で浮上していたが、この日、釜石市は「町の復旧に支障が出る」として解体を決め[21][22]、震災遺構にはならなかった。
- 4月25日：町立大槌小学校の運動場にて、大槌町役場の仮庁舎が開庁[24][25]。
- 5月10日：「はまゆり」が2台のクレーンによって民宿の屋根から地表に下ろされ[26]、現地にて約1か月かけて解体。
- 5月26日：この時点で判明した人的被害は死者768人・行方不明者952人・重軽傷者不明、建物被害は依然として詳細不明[27]。
- 6月6日：この時点で判明した人的被害は死者777人、行方不明者952人[28]。
- 6月20日：副町長・東梅政昭の任期が満了し、翌21日に総務課長の平野公三が町長職務代行を引き継ぐ[29]。町長選挙は8月28日に実施と決定[29][30]。
- 8月28日：町長選挙が実施され、元町総務課長の碇川豊が当選。

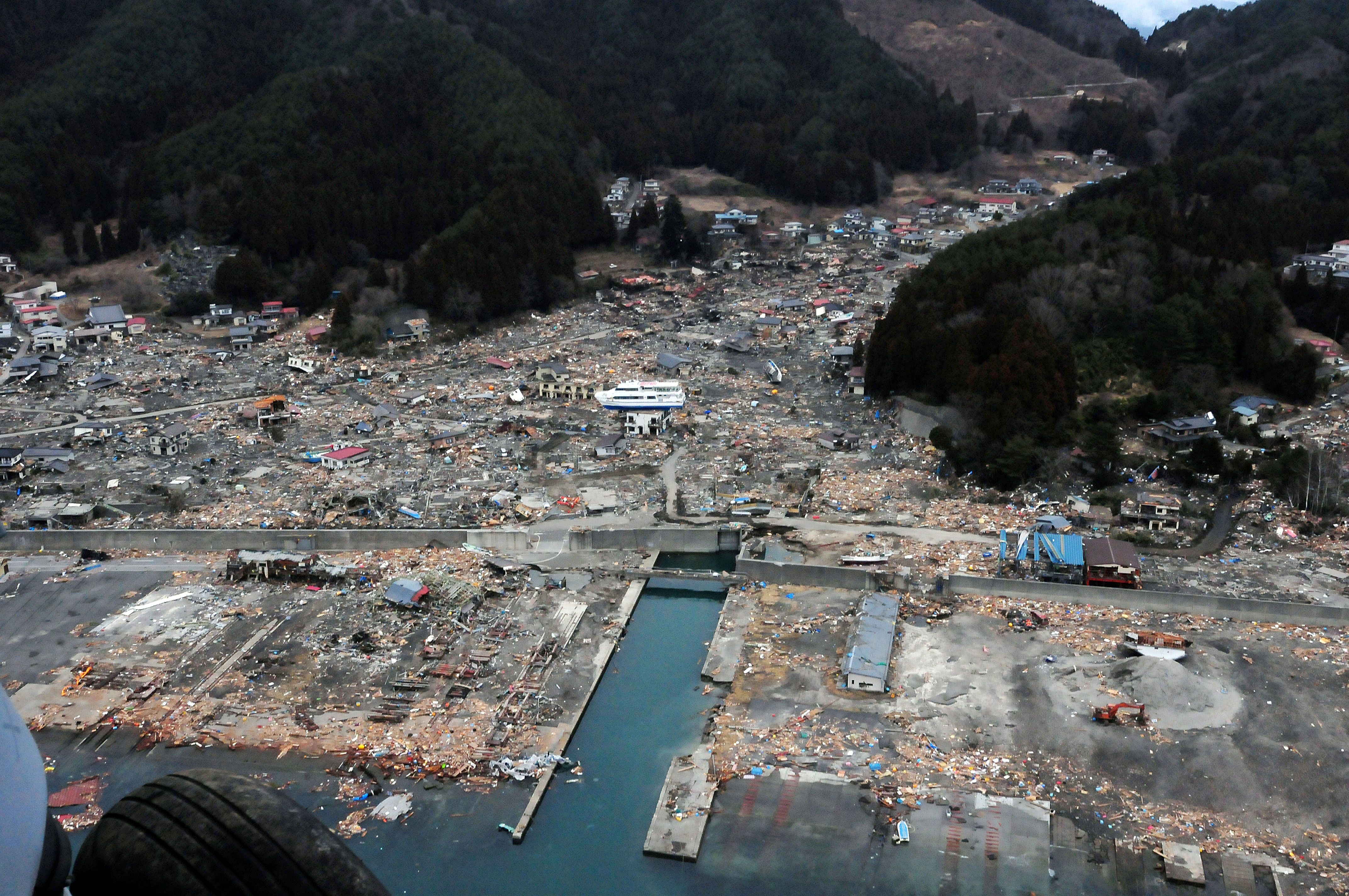
東北地方太平洋沖地震に伴って発生した津波で壊滅した大槌町赤浜地区の岩手造船所付近。画面中央に、民宿の屋根に乗り上げた観光船「はまゆり」が見える。2011年3月15日撮影。
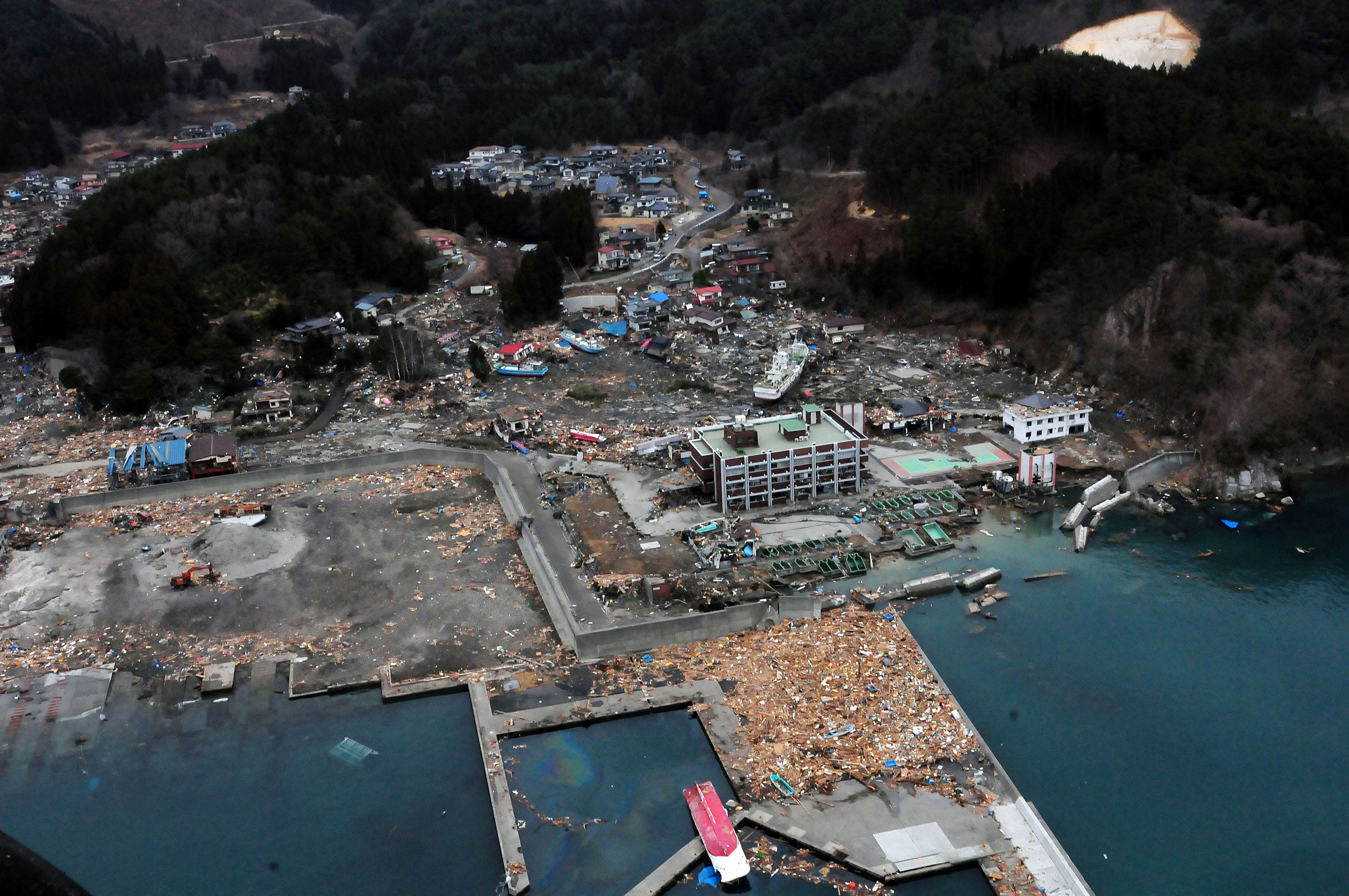
津波で壊滅した東京大学海洋研究所国際沿岸海洋研究センター[31]（赤浜地区。本文にて詳述）。2011年3月15日撮影。
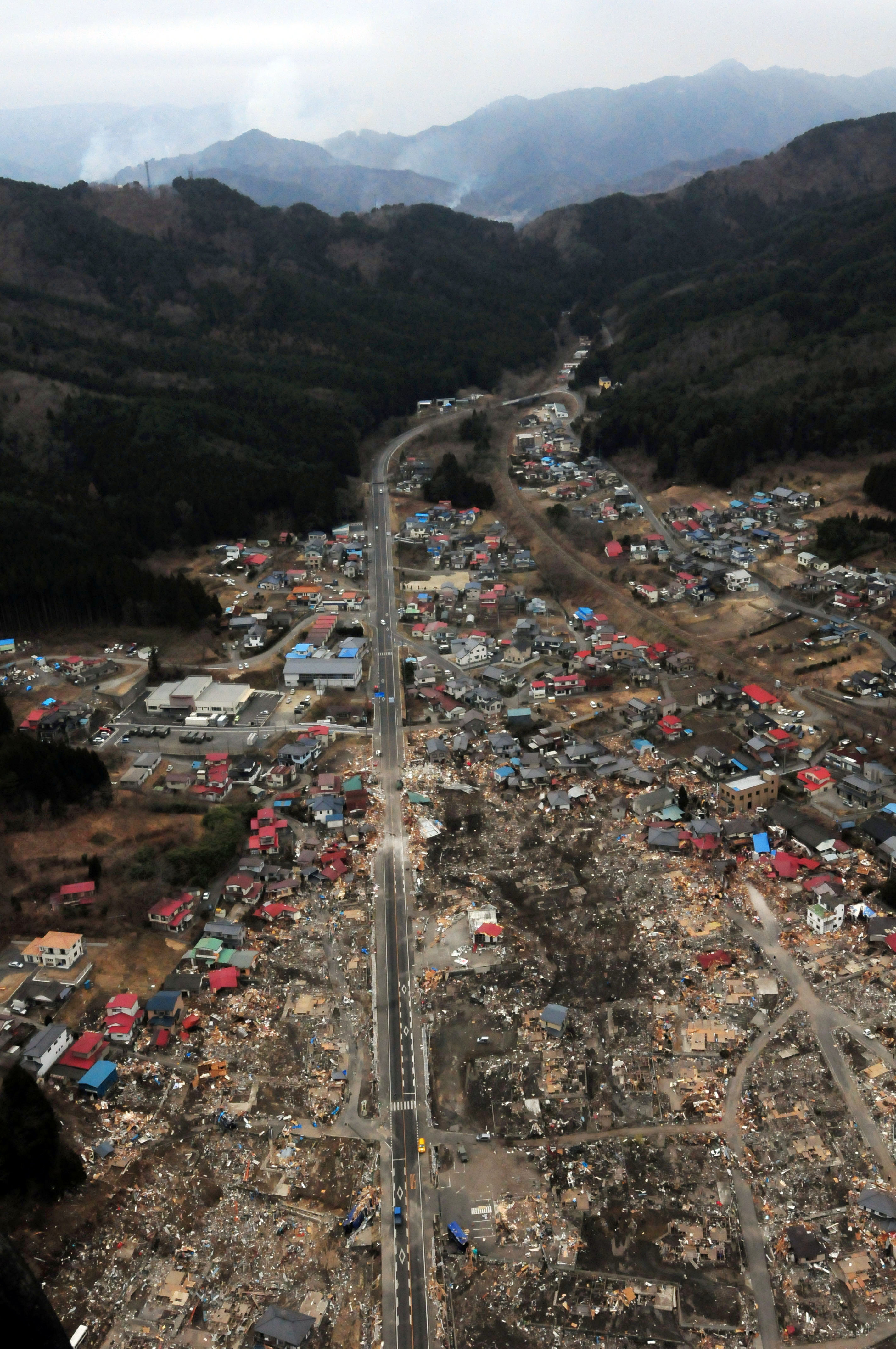
津波で壊滅的被害を受けた吉里吉里地区。画像中央を走る幅の広い道路は国道45号。山並みの向こうに見える煙は、大槌港の南側で発生した火災によるもの。3月15日撮影。
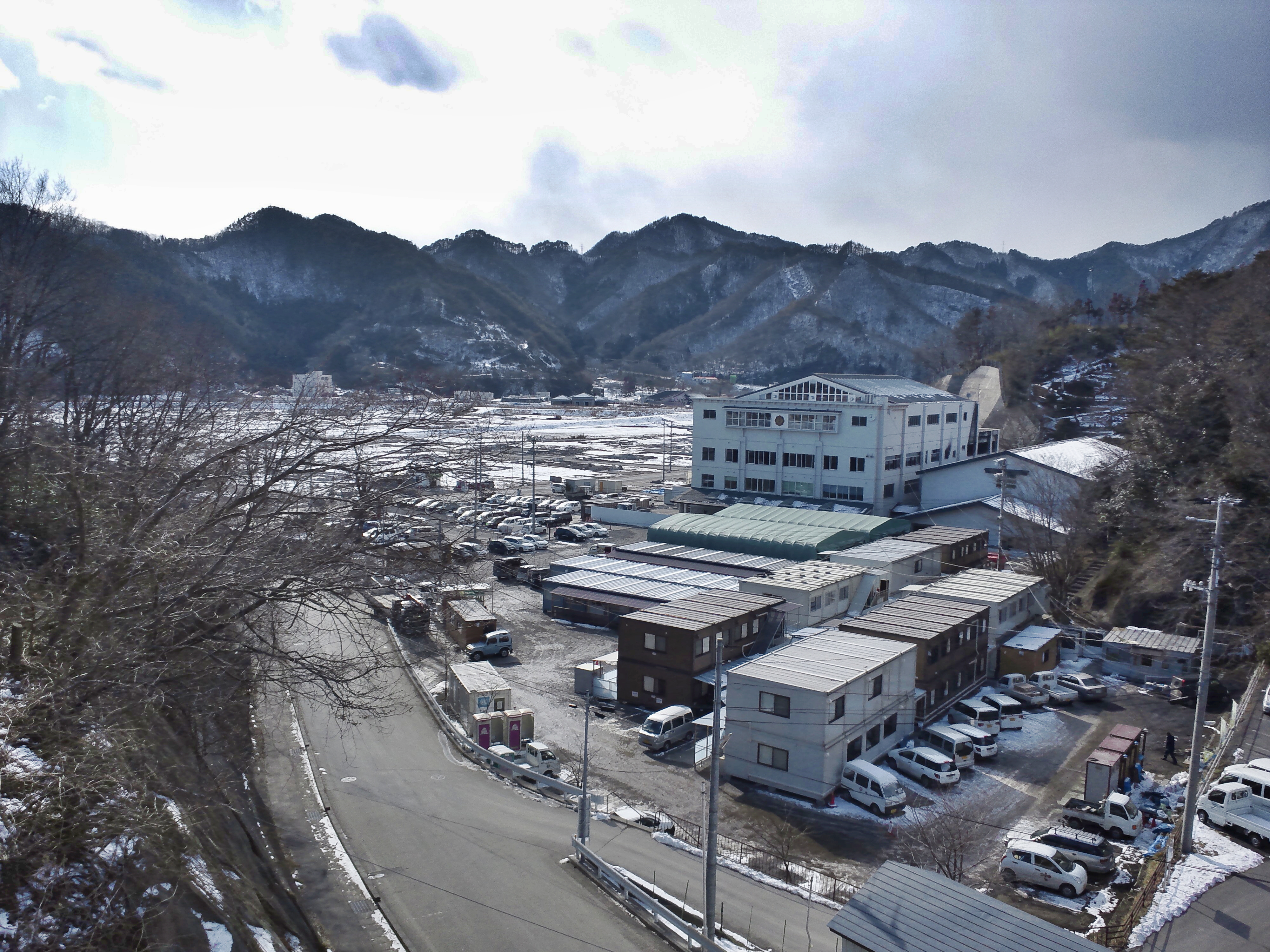
東日本大震災後、2011年4月25日に町立大槌小学校（後方の白い建物）のグランドにプレハブで建設された大槌町役場仮庁舎。
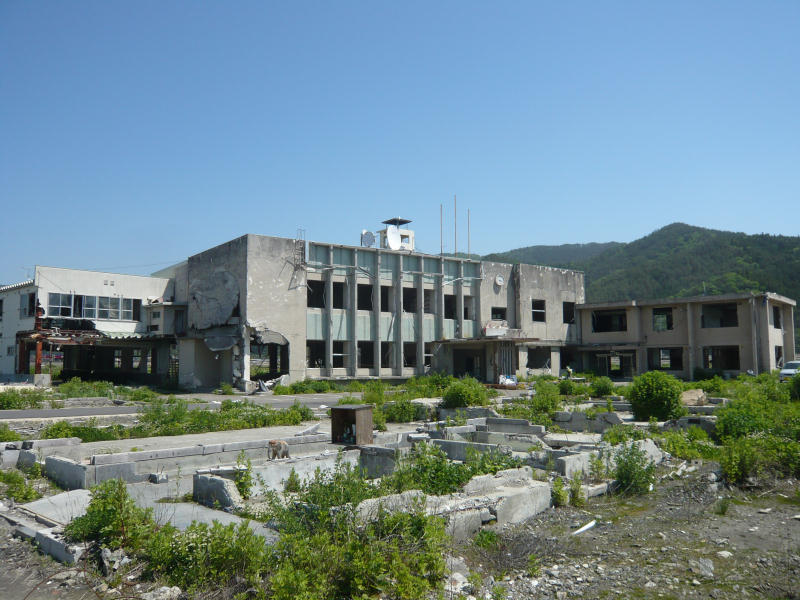
震災で被災した大槌町旧役場。
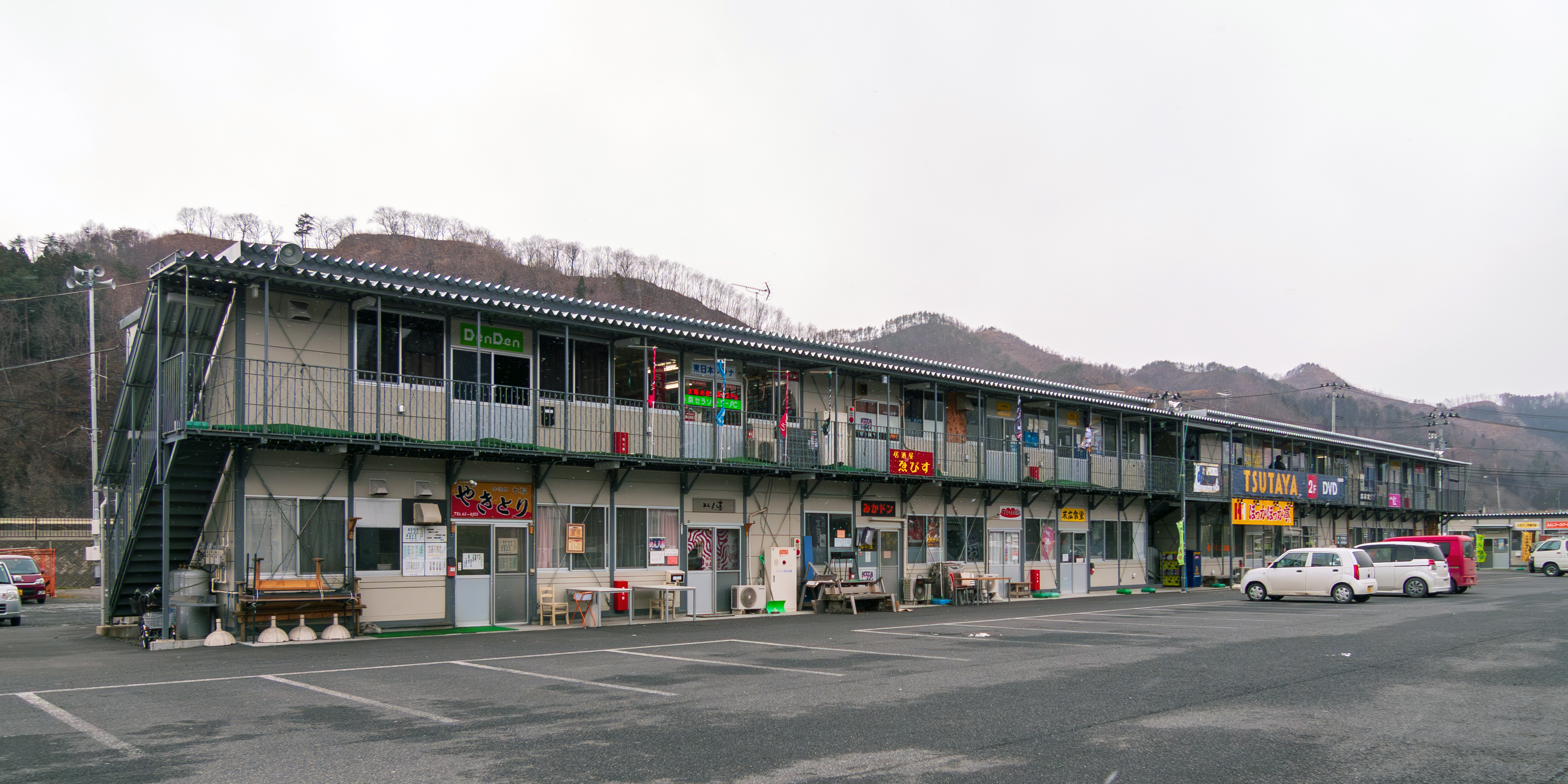
震災後、旧大槌北小学校跡地に設置された仮設商店街「福幸きらり商店街」。

## 年表

### 近世以前
- 建武・正平年間（14世紀）：横田城主・阿曽沼朝綱（cf. 阿曽沼氏）の次男である大槌次郎が、東部海岸地方を分知され、居城として大槌城を築いたと伝えられる。
- 天正18年（1590年）夏：豊臣秀吉の小田原征伐で後北条氏の小田原城が落城したことにより、主家を無くした伊豆清水氏が船で気仙浦に逃れる[4][32]。
  - その後間もなく吉里吉里村（現・大槌町吉里吉里）に移住した清水氏は、故郷である相模国前川村にちなんで前川姓に改名[4][32]。当主は代々「前川善兵衛」を名乗り、海産物を江戸・上方・長崎などに送るようになって、吉里吉里村に拠点を置く廻船問屋である豪商・吉里吉里善兵衛の名で知られるようになった[4][32]。
- 安土桃山時代末期：大槌城主・大槌孫八郎政貞が、特産の鮭を新巻（塩鮭）に加工する方法を開発し、「南部鼻曲がり鮭」の名で江戸と通商して大いに富を得る。
- 元和3年（1617年）：大槌孫八郎政貞が南部利直から謀反の嫌疑をかけられて切腹し、大槌氏は家名断絶する。

### 近代以降
- 1938年（昭和13年）4月5日：国鉄（JRの前身）山田線の大槌駅と吉里吉里駅が開業。
- 1960年（昭和35年）7月 - ポリオが流行。石巻市、葛巻町と合わせて感染者は227人に及んだ[33]。
- 1961年（昭和36年）12月20日：山田線の浪板駅が開業。
- 1971年（昭和46年）4月1日：旧・大槌漁協、および、赤浜漁協、吉里吉里漁協が合併し、新生の大槌町漁業協同組合（大槌町漁協）として開所。
- 1973年（昭和48年）
  - 井上ひさしが長編小説『吉里吉里人』の執筆を始める。
  - 4月：東京大学海洋研究所（現在の東京大学大気海洋研究所）が赤浜地区に大槌臨海研究センター（現在の国際沿岸海洋研究センター）を開設[31][34]。
- 1982年（昭和57年）：地域おこしの一環として、吉里吉里駅を擁する大槌町が「吉里吉里国」として“独立宣言”し、1980年代におけるミニ独立国ブームのきっかけとなった。
- 1994年（平成6年）12月3日：浪板駅が浪板海岸駅に改称。
- 2003年（平成15年）4月：東京大学海洋研究所の大槌臨海研究センターが国際沿岸海洋研究センターに改称・改組[31]。
- 2011年（平成23年）3月11日：東日本大震災が発生し、大槌町も被害甚大（後述）。
- 2012年（平成24年）：大槌町漁協が過大な設備投資に伴う負債と震災で被った被害により債務超過に陥り、1月に経営破綻。3月1日に新おおつち漁業協同組合が設立され事業を移管。大槌町漁協は10月5日、盛岡地方裁判所に破産を申請[35]。
- 2019年（平成31年）3月23日：東日本大震災の影響で運休が続いていたJR山田線宮古駅 - 釜石駅間を復旧、三陸鉄道に移管。

### 行政区域の変遷（市町村制施行以後）
- 1889年（明治22年）4月1日：南閉伊郡で大槌村（おおつちむら）・小鎚村（こづちむら）・吉里吉里村（きりきりむら）が合併した上で町制を施行し、旧大槌町が成立。同じく、金沢村が単独で村制を施行し、同郡に金沢村が成立。cf. #町内の地域。
- 1897年（明治30年）4月1日：郡の統合により南閉伊郡と西閉伊郡が合併し、上閉伊郡となる[36]。
- 1955年（昭和30年）4月1日：大槌町と金沢村が合併し、新大槌町が誕生[37]。

## 行政

### 歴代町長
| 歴代 | 氏名                           | 就任年月日                | 退任年月日                | 備考                                                                |
| ---- | ------------------------------ | ------------------------- | ------------------------- | ------------------------------------------------------------------- |
|      | 山崎三雄                       | 1999年（平成11年）5月     | 2007年（平成19年）5月7日  | 2期。                                                               |
|      | 加藤宏暉                       | 2007年（平成19年）5月8日  | 2011年（平成23年）3月20日 | 1期目在任中に殉職。左記の退任日は死亡が確認された日付。             |
| －   | 東梅政昭 （とうばい まさあき） | （代行：2011年3月11日）   | （代行：2011年6月20日）   | 副町長として町長職務を代行。                                        |
| －   | 平野公三                       | （代行：2011年6月21日）   | （代行：2011年8月28日）   | 町職員（課長）。法の規定により町長職務を代行。                      |
|      | 碇川豊                         | 2011年（平成23年）8月29日 | 2015年（平成27年）8月27日 | 元総務課長。1期。                                                   |
|      | 平野公三                       | 2015年（平成27年）8月28日 | （現職）                  | 元会計管理者（前述の職務代理者を務めた総務課長からの異動）。3期目。 |

1. ↑  2011年3月11日に起こった東日本大震災で津波に呑まれて行方不明となっていたが、同月19日に町庁舎から約500 m離れた国道沿いで遺体が発見され、翌20日に当人と確認された[15]。町長の行方不明後、町長職務代行者には副町長の東梅が就き、町長の死亡確認後も代行を継続した。
2. ↑  副町長職が任期満了となる6月20日の翌日、地方自治法第152条第3項に従って総務課長の平野が後任の職務代行者に就いた。なお、その後町長となった碇川が前任の総務課長であったが、震災以前に町長選出馬準備を理由に辞職しており、震災の時点で総務課長は空席となっていた。また、定年退職を予定していた者を除く他の課長級職員も全員が加藤とともに死亡もしくは行方不明となったため、震災当時主幹であった平野が総務課長に昇格していた[38][29]。

### 組織
町の組織は次のとおり。
総務部
総務課、財政課、税務課、危機管理室、消防課、金沢支所
民生部
町民課、保健福祉課、長寿課、コミュニティ総合支援室、地域包括支援センター、選挙管理委員会事務局、リサイクルセンター
産業振興部
農林水産課、商工観光課、農業委員会
復興局
復興推進課、都市整備課、環境整備課、住宅課
教育部
学務課、生涯学習課、埋蔵文化財調査課、中央公民館、図書館、城山公園体育館、大槌B&G海洋センター、学校給食センター
水道事業所
水道事業所
議会
議会事務局
監査委員室
監査委員室
総合政策部
総合政策課、震災伝承推進室

### 公共施設
- 大槌町文化交流センター（おしゃっち）

### エリア放送
大槌町は地上一般放送事業者として地上一般放送局の免許を取得、フルセグおよびワンセグエリア放送を実施していた。
- 地上一般放送局が町内の小槌に設置されていた[41]。

| 免許人 | 局名                 | 呼出符号     | 物理チャンネル | 周波数         | 空中線電力 | ERP    |
| ------ | -------------------- | ------------ | -------------- | -------------- | ---------- | ------ |
| 大槌町 | 大槌町小槌エリア放送 | JOXZ2CK-AREA | 49ch           | 689.142857 MHz | 10 mW      | 7.9 mW |

### 姉妹都市・友好都市
- カリフォルニア州フォートブラッグ市 (Fort Bragg)：2005年（平成17年）10月15日、姉妹都市盟約締結。

### 人口
| |                                        |  |
| 大槌町と全国の年齢別人口分布（2005年） | 大槌町の年齢・男女別人口分布（2005年） |  |
| ■紫色 ― 大槌町 ■緑色 ― 日本全国 | ■青色 ― 男性 ■赤色 ― 女性              |  |
| 大槌町（に相当する地域）の人口の推移 \| 1970年（昭和45年） \| 20,489人 \| \| \| 1975年（昭和50年） \| 21,078人 \| \| \| 1980年（昭和55年） \| 21,292人 \| \| \| 1985年（昭和60年） \| 20,258人 \| \| \| 1990年（平成2年） \| 19,074人 \| \| \| 1995年（平成7年） \| 18,301人 \| \| \| 2000年（平成12年） \| 17,480人 \| \| \| 2005年（平成17年） \| 16,516人 \| \| \| 2010年（平成22年） \| 15,276人 \| \| \| 2015年（平成27年） \| 11,759人 \| \| \| 2020年（令和2年） \| 11,004人 \| \| |                                        |  |
| 総務省統計局 国勢調査より |                                        |  |
| 1970年（昭和45年） | 20,489人                               |  |
| 1975年（昭和50年） | 21,078人                               |  |
| 1980年（昭和55年） | 21,292人                               |  |
| 1985年（昭和60年） | 20,258人                               |  |
| 1990年（平成2年） | 19,074人                               |  |
| 1995年（平成7年） | 18,301人                               |  |
| 2000年（平成12年） | 17,480人                               |  |
| 2005年（平成17年） | 16,516人                               |  |
| 2010年（平成22年） | 15,276人                               |  |
| 2015年（平成27年） | 11,759人                               |  |
| 2020年（令和2年） | 11,004人                               |  |

平成22年（2010年）国勢調査から27年（2015年）調査にかけて人口は23.02％の減少で、岩手県全体の3.80％を大きく上回っただけでなく、陸前高田市の15.20％、山田町の14.99％などを超える県内最大の減少率だった。なお平成の大合併以前の区分も含めれば宮古市の一部となった旧田老町の26.27％が県内最大の減少率である。

### 警察
- 釜石警察署大槌交番：大槌第23地割24番地1[43]
- 釜石警察署吉里吉里駐在所：吉里吉里3丁目4番7号[43]
- 釜石警察署金沢警察官駐在所：金沢第27地割56番地2[43]

### 消防
- 釜石大槌地区行政事務組合消防本部 大槌消防署：大槌第14地割142番地1

### 医療
- 岩手県立大槌病院：小鎚第23地割字寺野1番地1

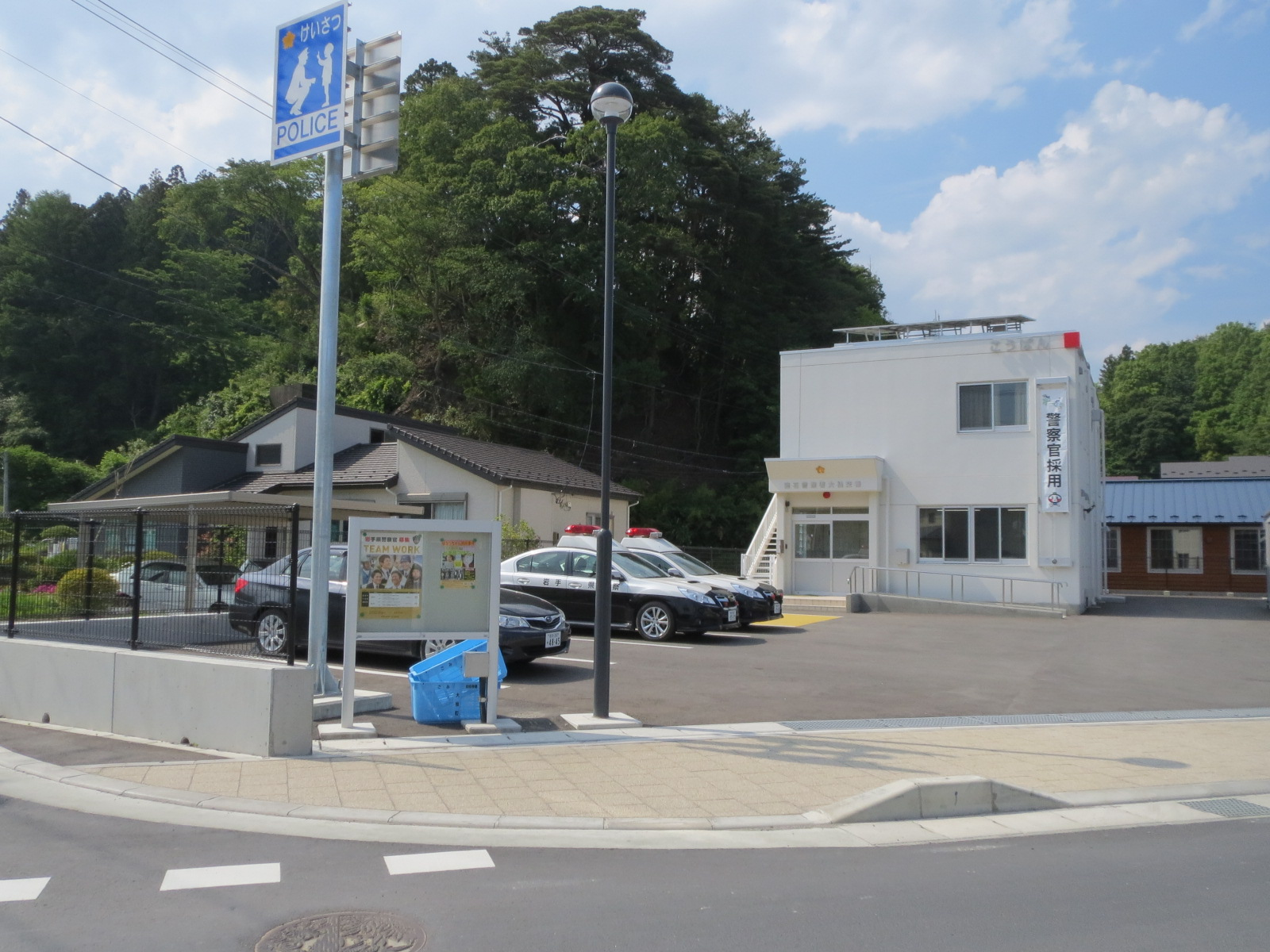
大槌交番（2017年6月）
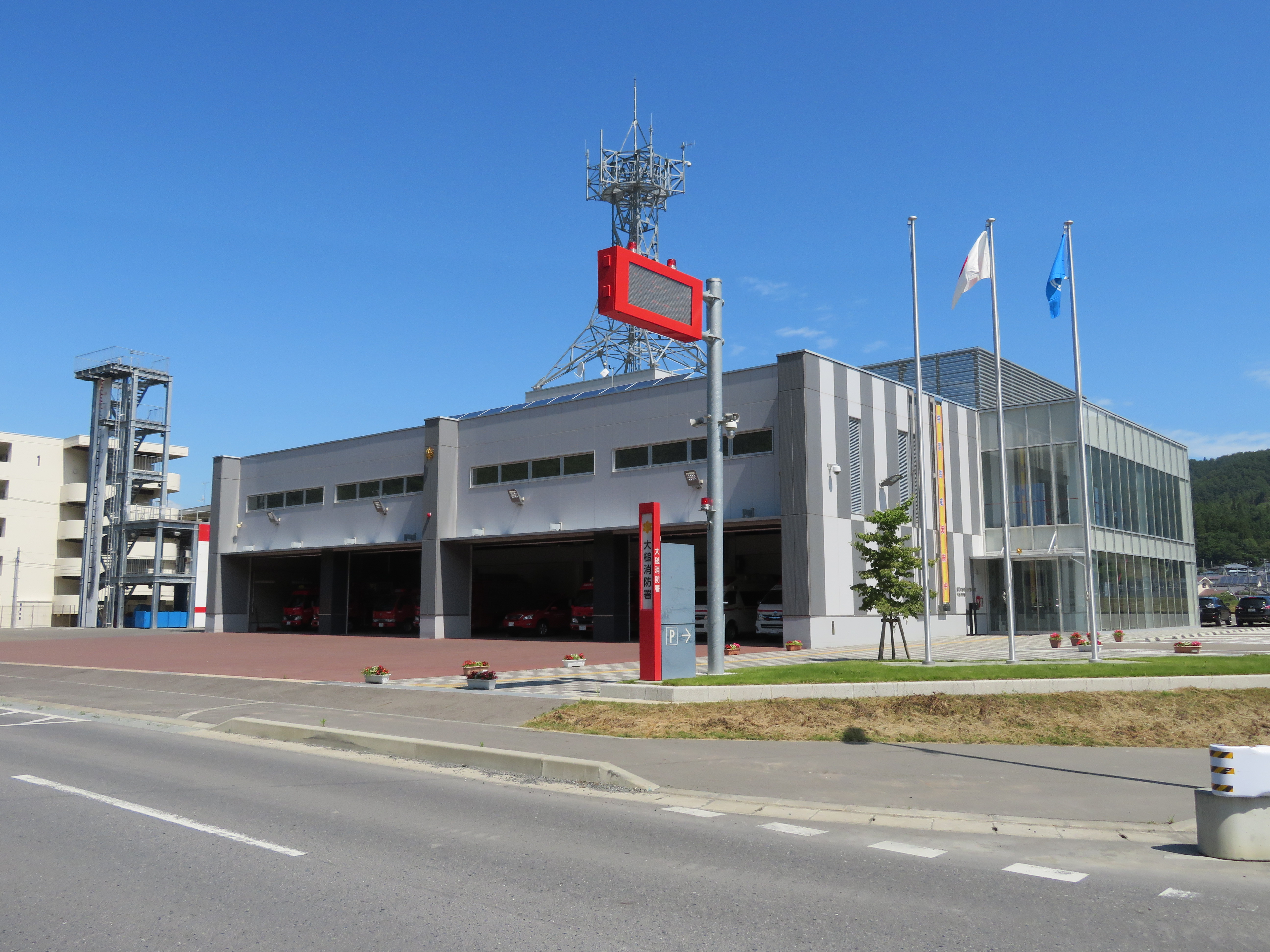
大槌消防署（2019年7月）
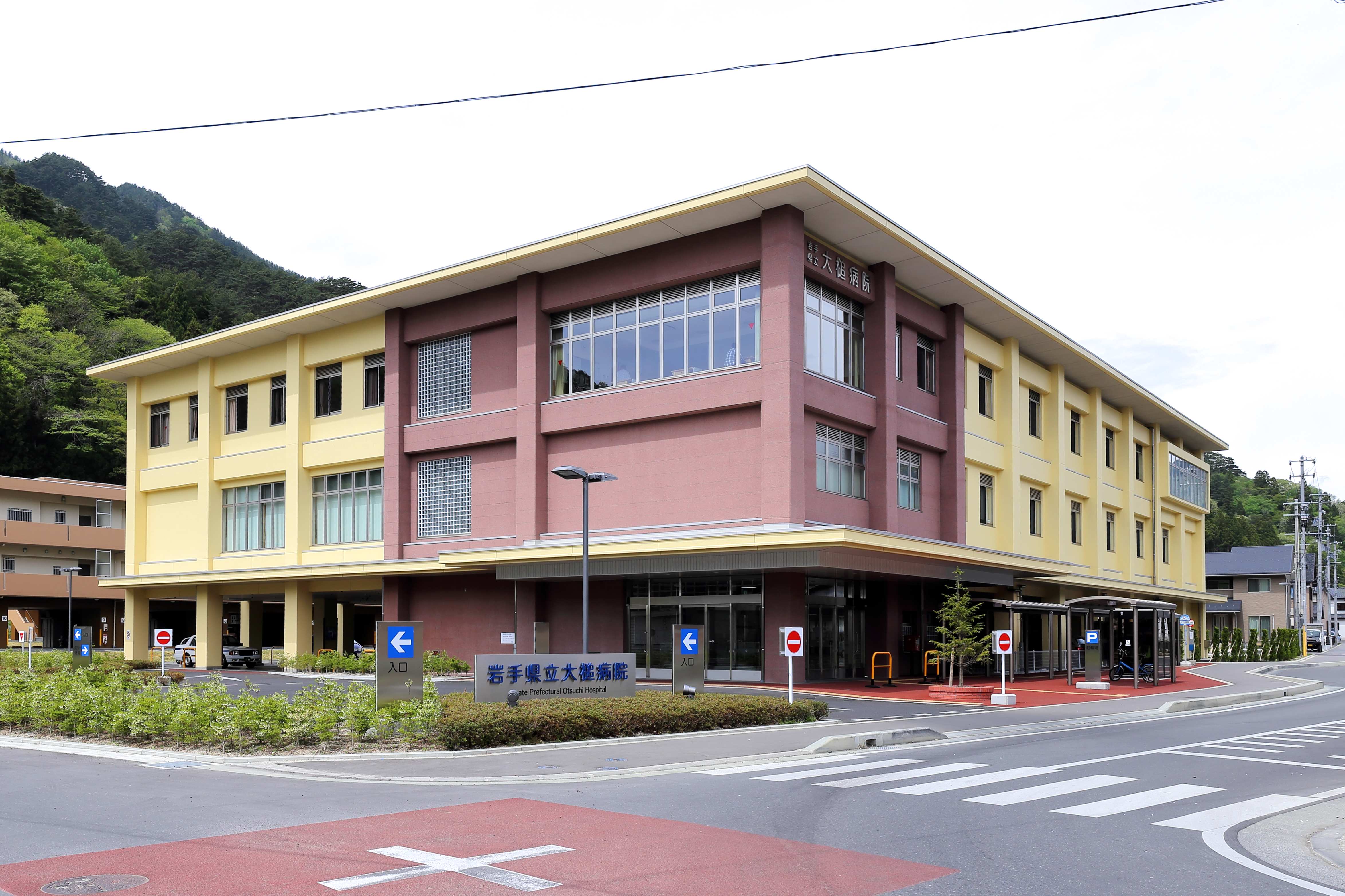
大槌病院（2017年5月）

## 郵便
直営局

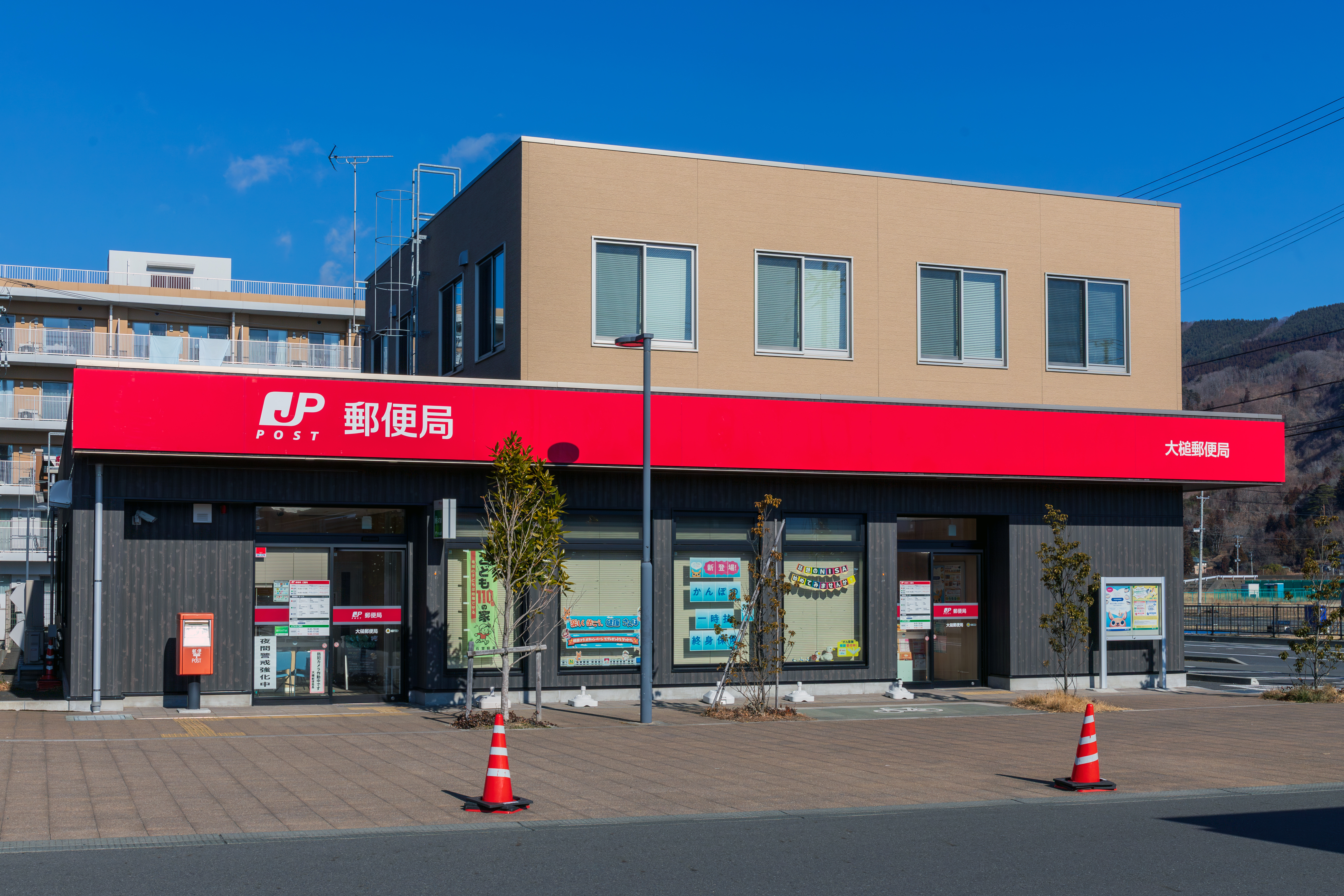
大槌郵便局（集配局）：末広町1-24
- 吉里吉里郵便局 ：吉里吉里1-8-16
- 安渡郵便局：安渡3-40-2

簡易郵便局
- 赤浜簡易郵便局
- 大槌桜木町簡易郵便局
- 大ヶ口簡易郵便局
- 金沢簡易郵便局
- 波板簡易郵便局

- 大槌郵便局（2024年2月）

## 経済

### 第一次産業

#### 水産業
- 吉里吉里漁港：船越湾にある吉里吉里港内。
- 大槌漁港：大槌湾にある大槌港内。
- 新おおつち漁業協同組合（JF新おおつち）
  - 新おおつち漁業協同組合魚市場：所在地 安渡3-11-6。

### 金融機関
- 岩手銀行大槌支店
- 北日本銀行大槌支店
- 花巻農業協同組合大槌支店
- JFマリンバンク大槌町支店

### 主要商業施設
- シーサイドタウンマスト（ショッピングセンター）

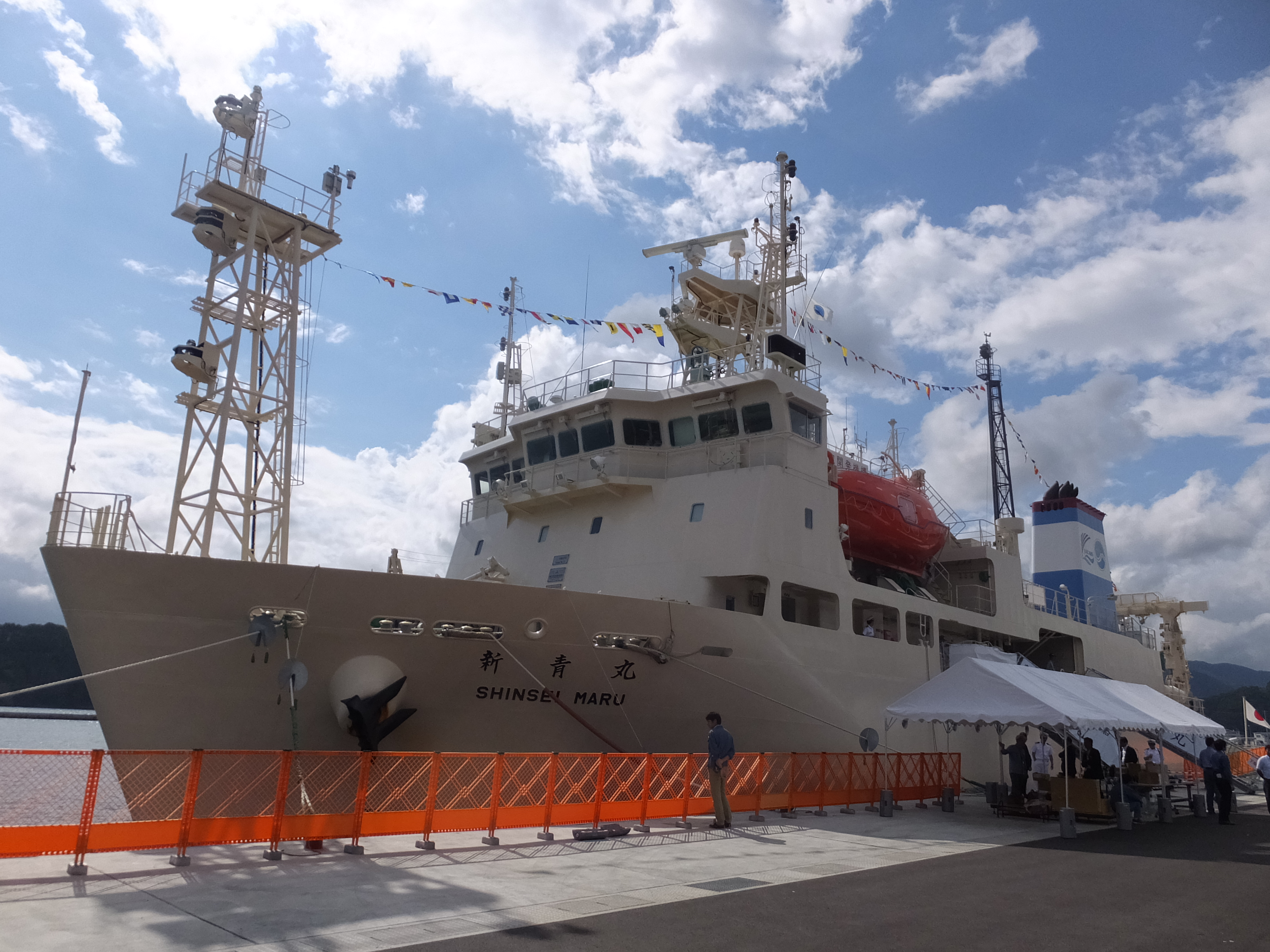
母港・大槌漁港に停泊中の海洋調査船「新青丸」（2014年9月）
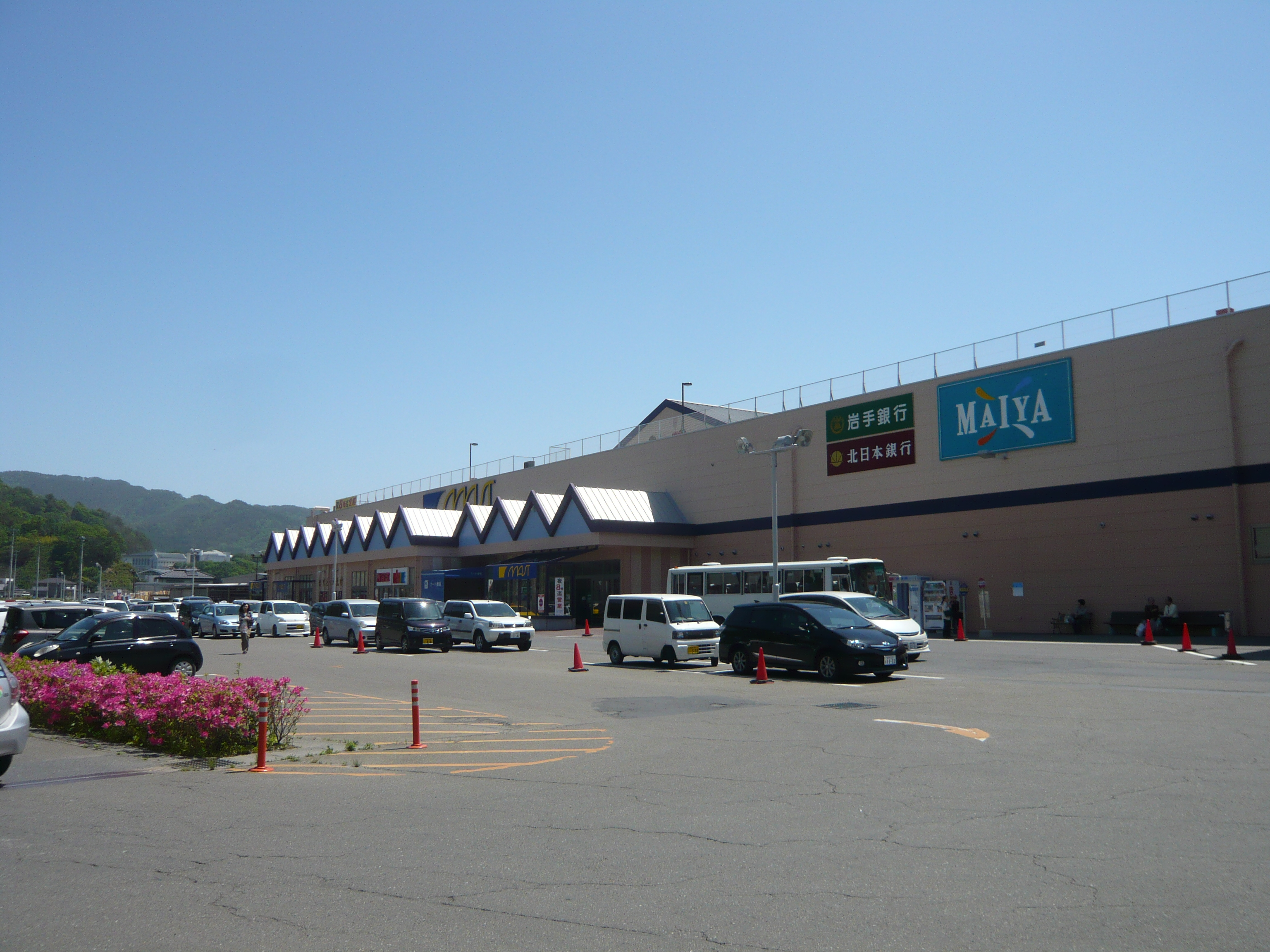
大槌町市街地、シーサイドタウンマスト（2013年6月）

## 教育

### 義務教育諸学校
- 大槌町立大槌学園 - 義務教育学校
- 大槌町立吉里吉里学園 - 併設型小中一貫校

### 高等学校
- 岩手県立大槌高等学校

### 廃校
小学校
- 大槌町立金沢小学校中山分校（1970年・金沢小へ統合）
- 大槌町立小鎚小学校長井分校（1980年・小鎚小）
- 大槌町立大槌小学校渋梨分校（1984年・大槌北小へ統合）
- 大槌町立吉里吉里小学校浪板分校（1994年・吉里吉里小へ統合）
- 大槌町立金沢小学校（2009年・大槌北小へ統合）
- 大槌町立小鎚小学校（2010年・大槌小へ統合）
- 大槌町立大槌小学校〈初代〉（統合により大槌小〈2代目〉へ）
- 大槌町立大槌北小学校（同上）
- 大槌町立安渡小学校（同上）
- 大槌町立赤浜小学校（同上）
- 大槌町立大槌小学校〈2代目〉（2016年・統合により大槌学園へ）

中学校
- 大槌町立小鎚中学校（1971年・大槌中へ統合）
- 大槌町立金沢中学校（1974年・同上）
- 大槌町立金沢中学校長井分校（同上）
- 大槌町立大槌中学校（2016年・統合により大槌学園へ）

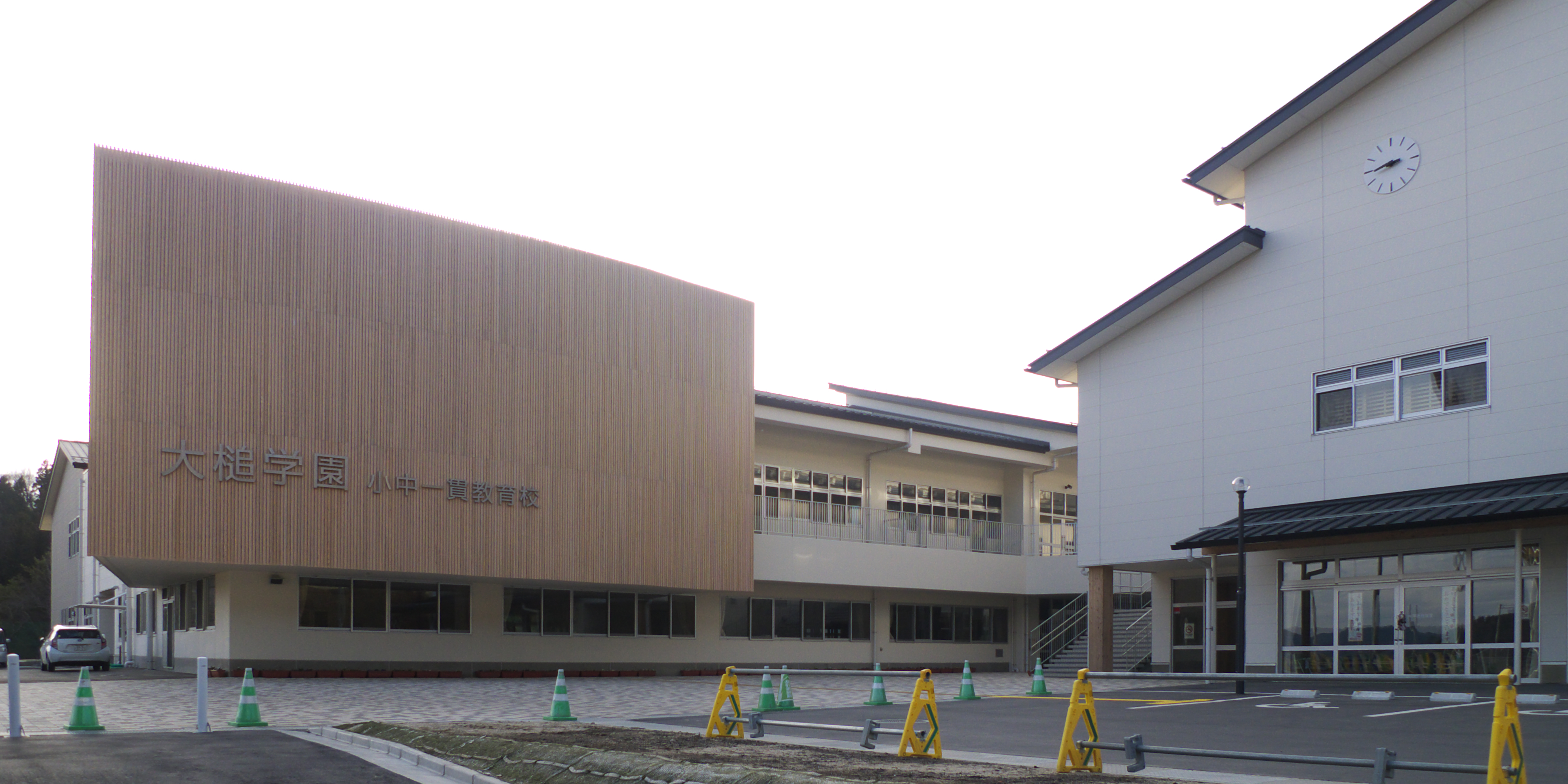
大槌学園（2017年1月）
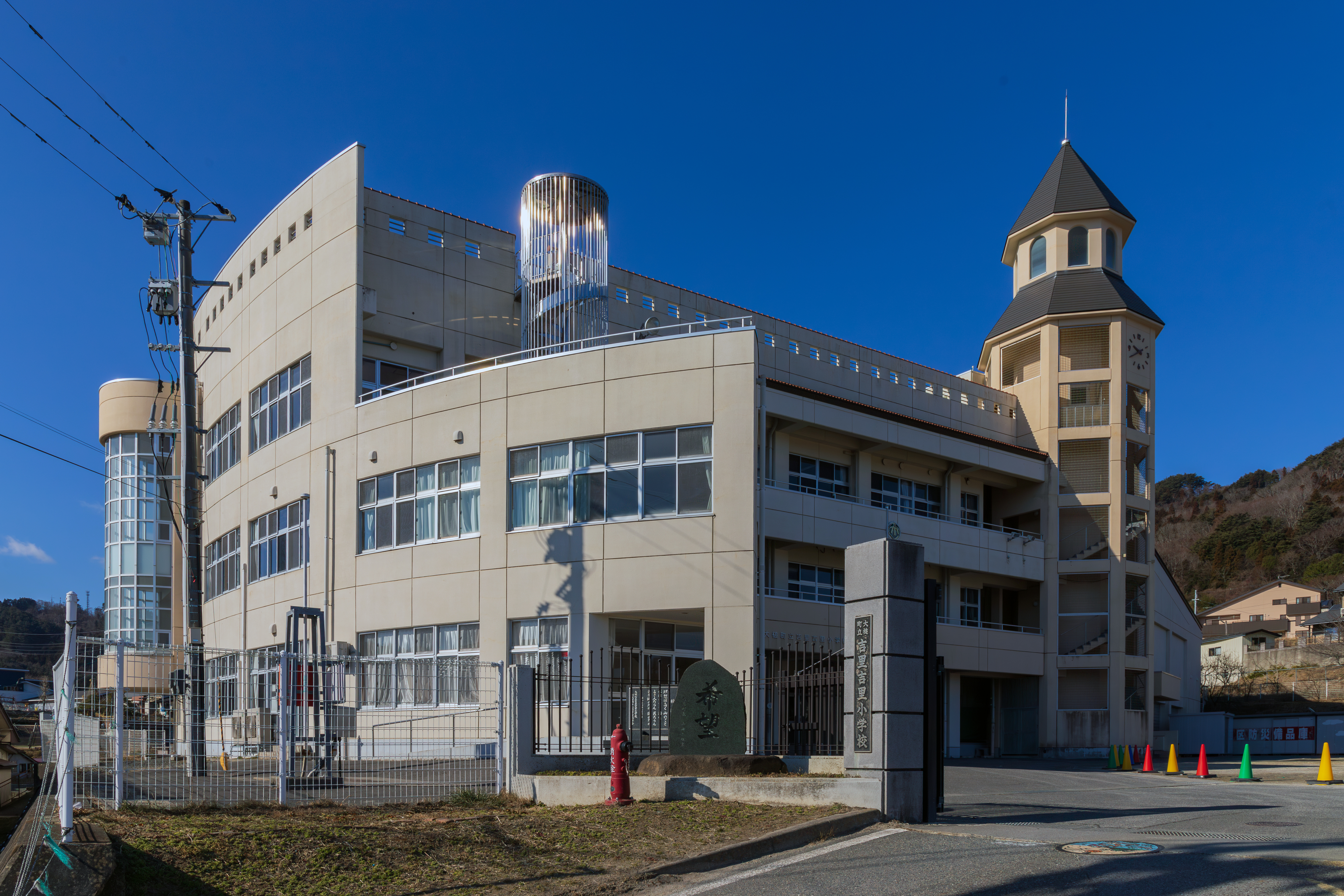
吉里吉里学園小学部（2024年2月）
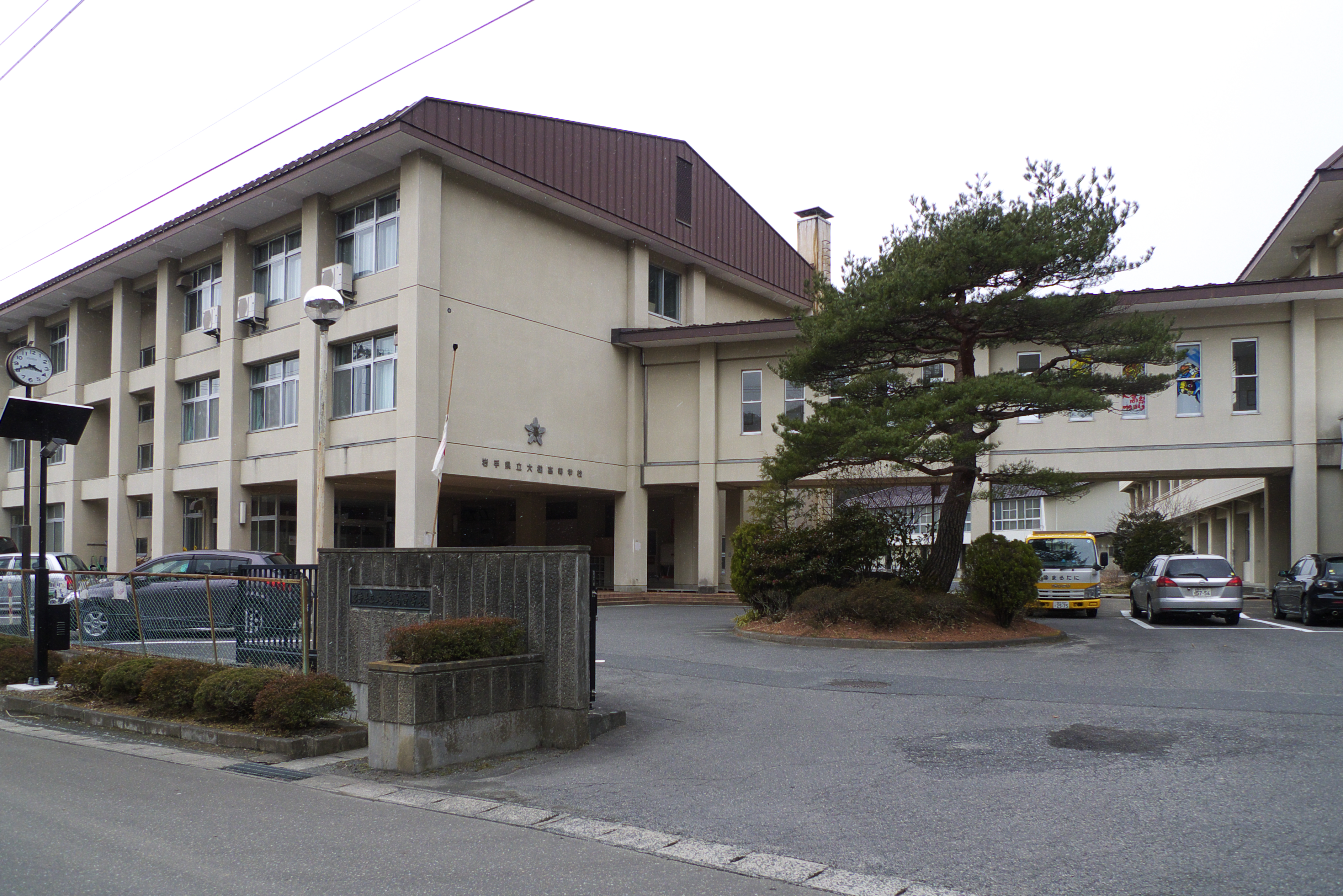
大槌高等学校（2015年3月）

## 交通

### 鉄道
三陸鉄道
- リアス線：大槌駅 - 吉里吉里駅 - 浪板海岸駅

### 路線バス
- 岩手県交通：広域路線バス
- 大槌町民バス：大槌地域振興に委託して運行。

### 道路

#### 高速道路

##### 一般国道自動車専用道路
- E45 三陸沿岸道路
  - 一般国道45号釜石山田道路 : (44) 大槌IC

#### 一般国道
- 国道45号

#### 県道

##### 主要地方道
- 岩手県道26号大槌小国線

##### 一般県道
- 岩手県道145号大槌停車場線
- 岩手県道231号吉里吉里釜石線
- 岩手県道280号大槌小鎚線

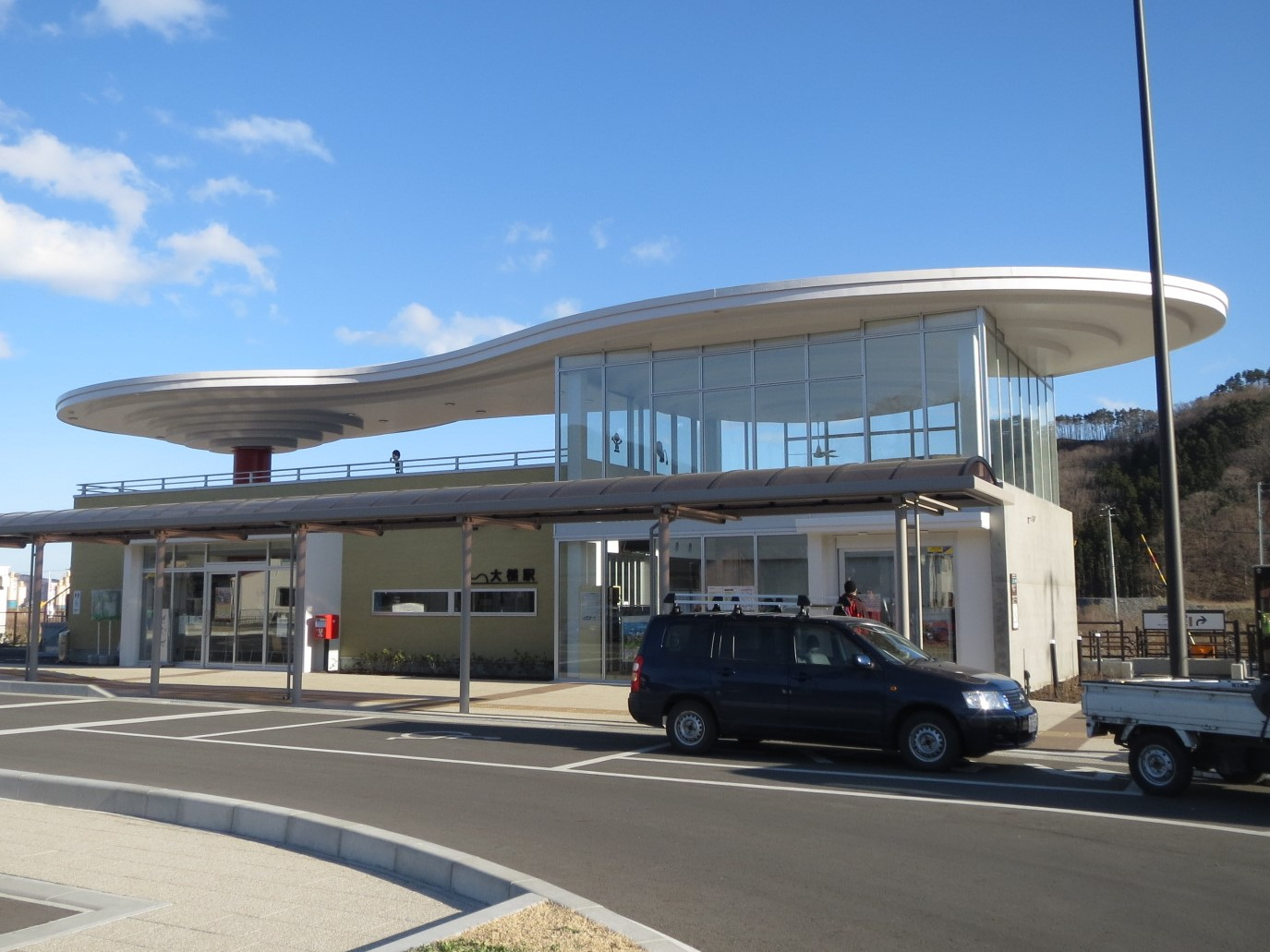
大槌駅（2019年3月）
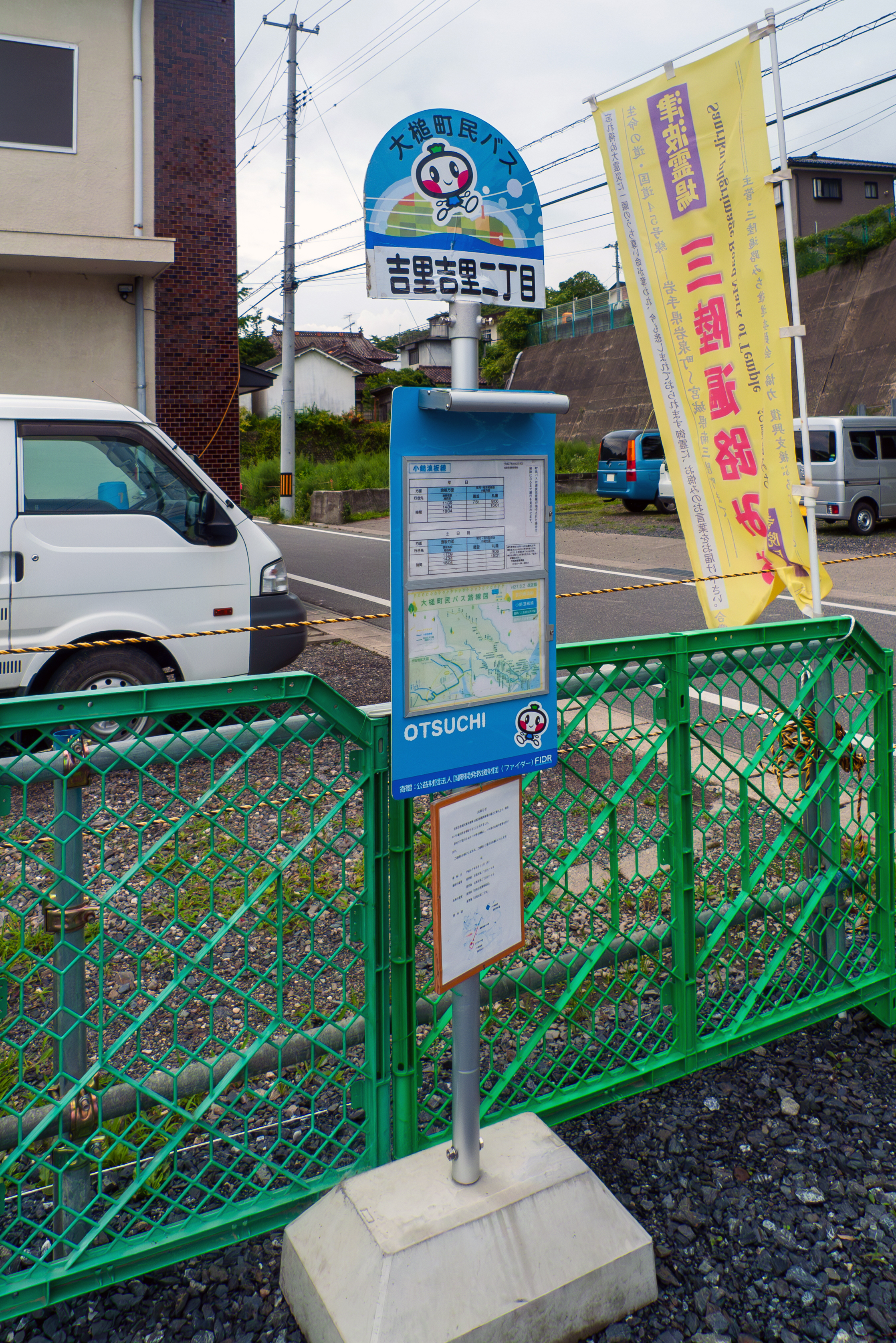
町民バス「吉里吉里二丁目」停留所（2015年8月）
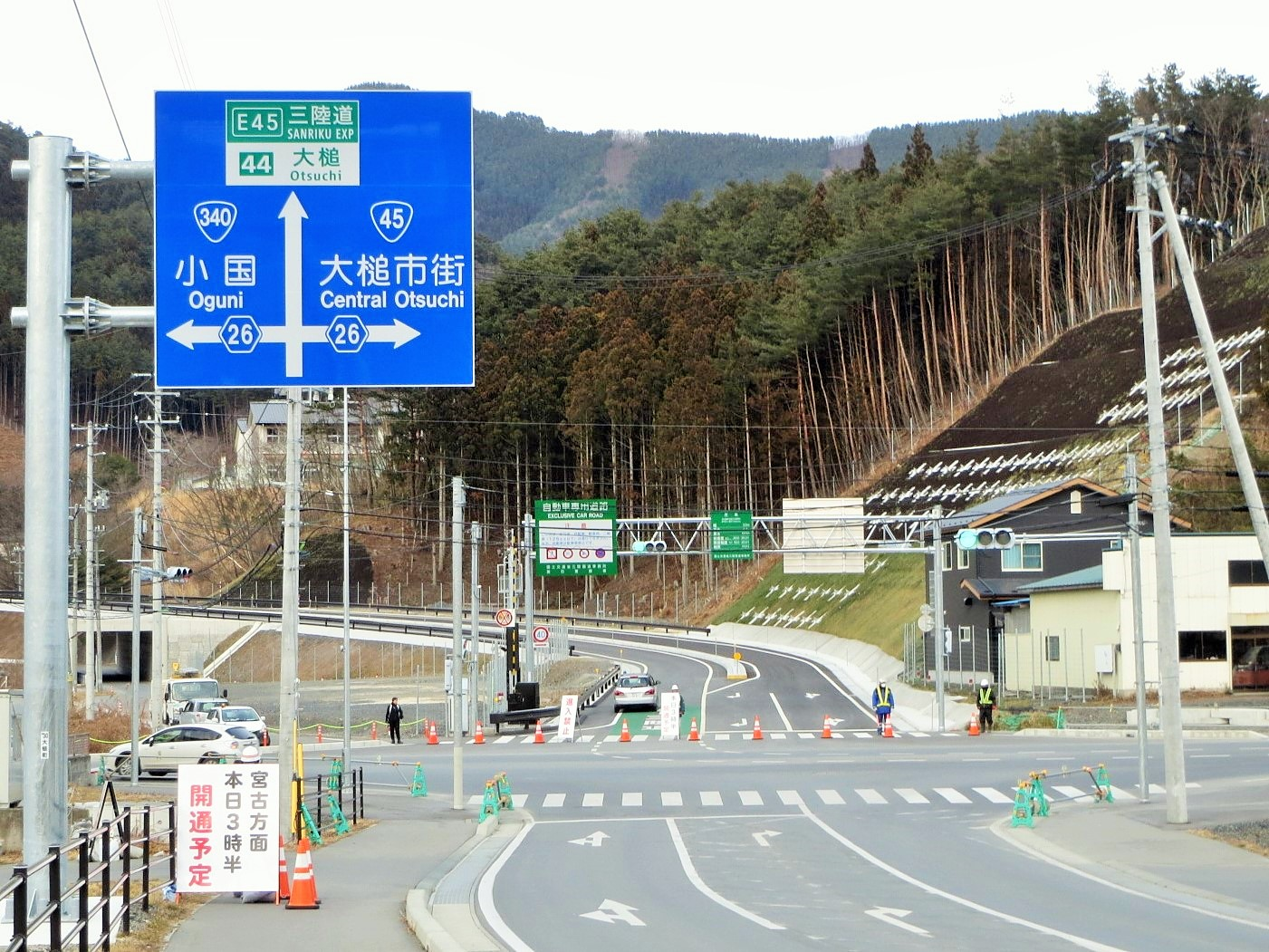
大槌IC（2019年1月）

## メディア

### 新聞
震災後、町内の情報が少ないと感じた菊池由貴子が2012年に『大槌新聞』を創刊し、2021年3月に休刊するまで385号を発行、その体験を『わたしは「ひとり新聞社」岩手県大槌町で生き、考え、伝える』（亜紀書房）として2022年に書籍化した。

### 大槌町をテーマにした書籍
- 井上ひさし『吉里吉里人』全3冊（新潮文庫） - ただし、作中の「吉里吉里」は大槌町吉里吉里から地名を借用したものだが、大槌町とは別の場所に設定されている。「吉里吉里」「吉里吉里国」も参照。
- 野口法蔵『お地蔵さまと心の癒し 大槌町復興地蔵物語』（七つ森書館）

## 名所・旧跡・観光スポット・祭事・催事
- 大槌城址
- 蓬萊島
- 浪板海岸（なみいたかいがん） [2]
  - 海岸内の海水浴場は返し波がなく、サーフィンが盛ん。
- 吉里吉里海岸（きりきりかいがん）
  - 吉里吉里海岸海水浴場 [2]
  - 吉里吉里フィッシャリーナ [2]
- 小鎚神社
- 風の電話
- 新山高原
  - 町西部に位置する標高約1,000 mの高原地帯で、初夏にかけて町の花である「新山つつじ」が咲く。ユーラスエナジーの風力発電所「釜石広域ウインドファーム」が立地するほか、自転車のヒルクライム大会の会場にもなっている[45]。
- 宮ノ口判官堂
  - 源義経一行が兄・源頼朝の追手から逃れたことを偲び、当地の人が建てたとされる祠。岩手県道26号大槌小国線から看板が見える。判官とは義経の役職であり、弱い者に対して同情を寄せる「判官贔屓」は義経が起源とされる。
- 大槌代官所跡
  - 南部藩が寛永9年（1632年）に設置した代官所の跡。かつての大槌小学校、現在の大槌町役場敷地内に位置した。南は平田村（現在の釜石市）から北は豊間根村（現在の山田町）、内陸方面の小国村・江繁村（現在の宮古市）まで13か村を統治していた。明治2年（1869年）に代官制度が廃止され、現在はそれを示す石碑が町役場南東側の公園に建つのみである[46]。なお、その石碑がある公園中央には池があり、ひょうたん形をした中の島がある。
- 虎舞
  - 岩手県沿岸地方に古くから伝わる郷土芸能の一つ。由来は諸説あるが、代表的なものとしては江戸時代中期の豪商・前川善兵衛が江戸へ廻船で海産物を流通していた頃、その船の乗組員たちが近松門左衛門作の浄瑠璃『国姓爺合戦』を観劇し、その一場面である大虎退治に感動した。これを故郷に帰って創作舞踊とし、神に奉納したと伝えられている[47]。

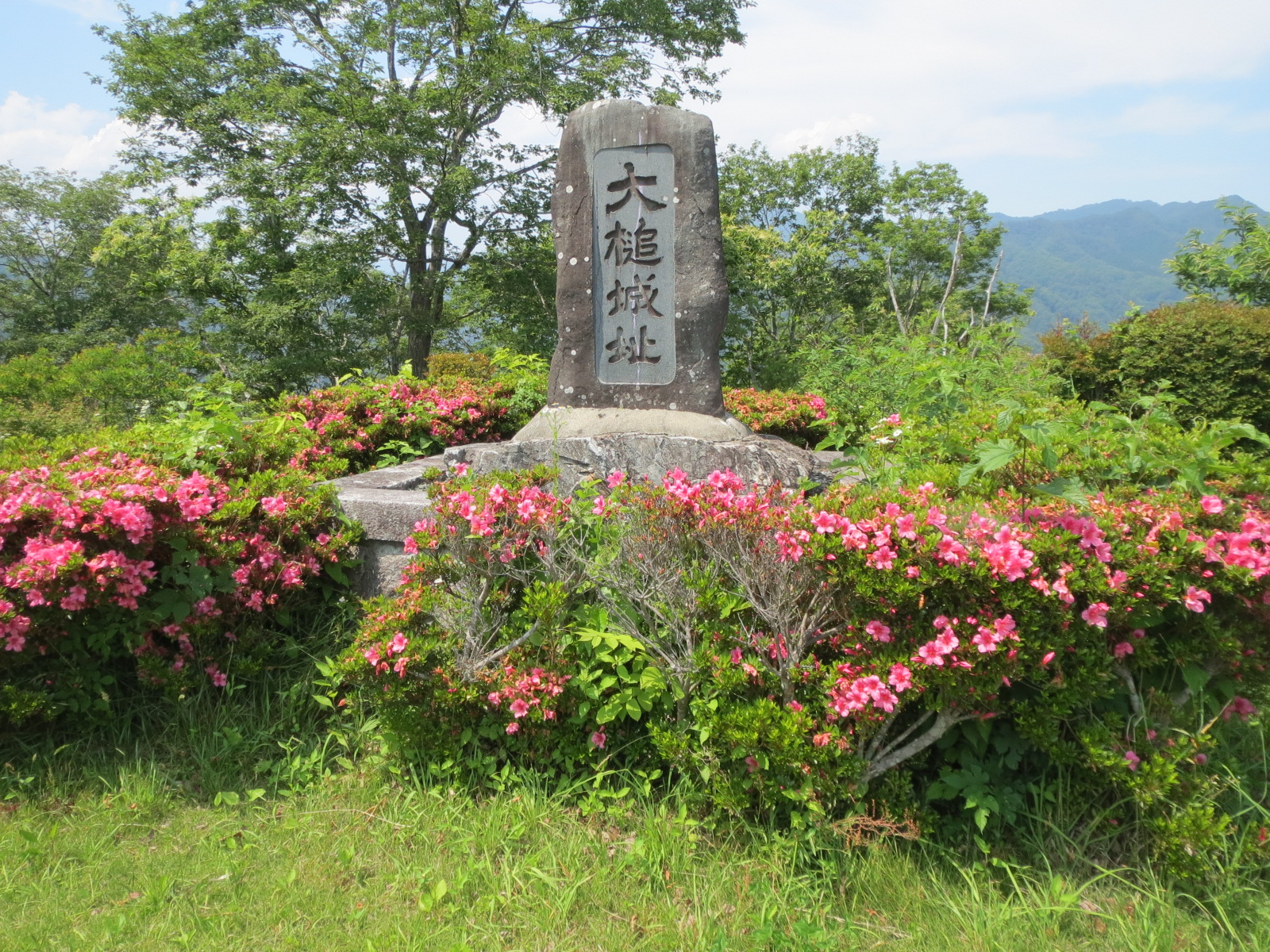
大槌城址（2017年6月）
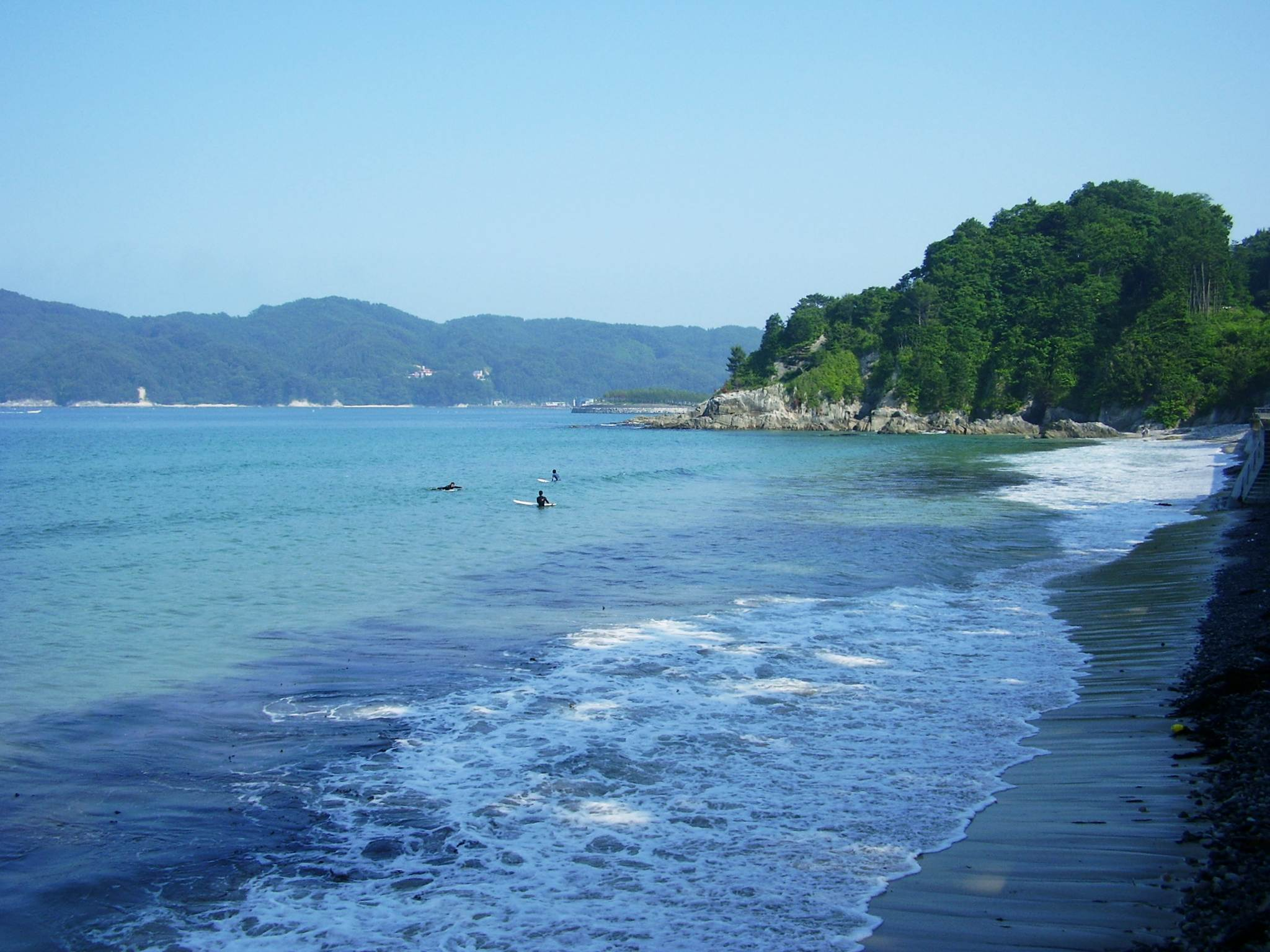
浪板海岸（震災前）
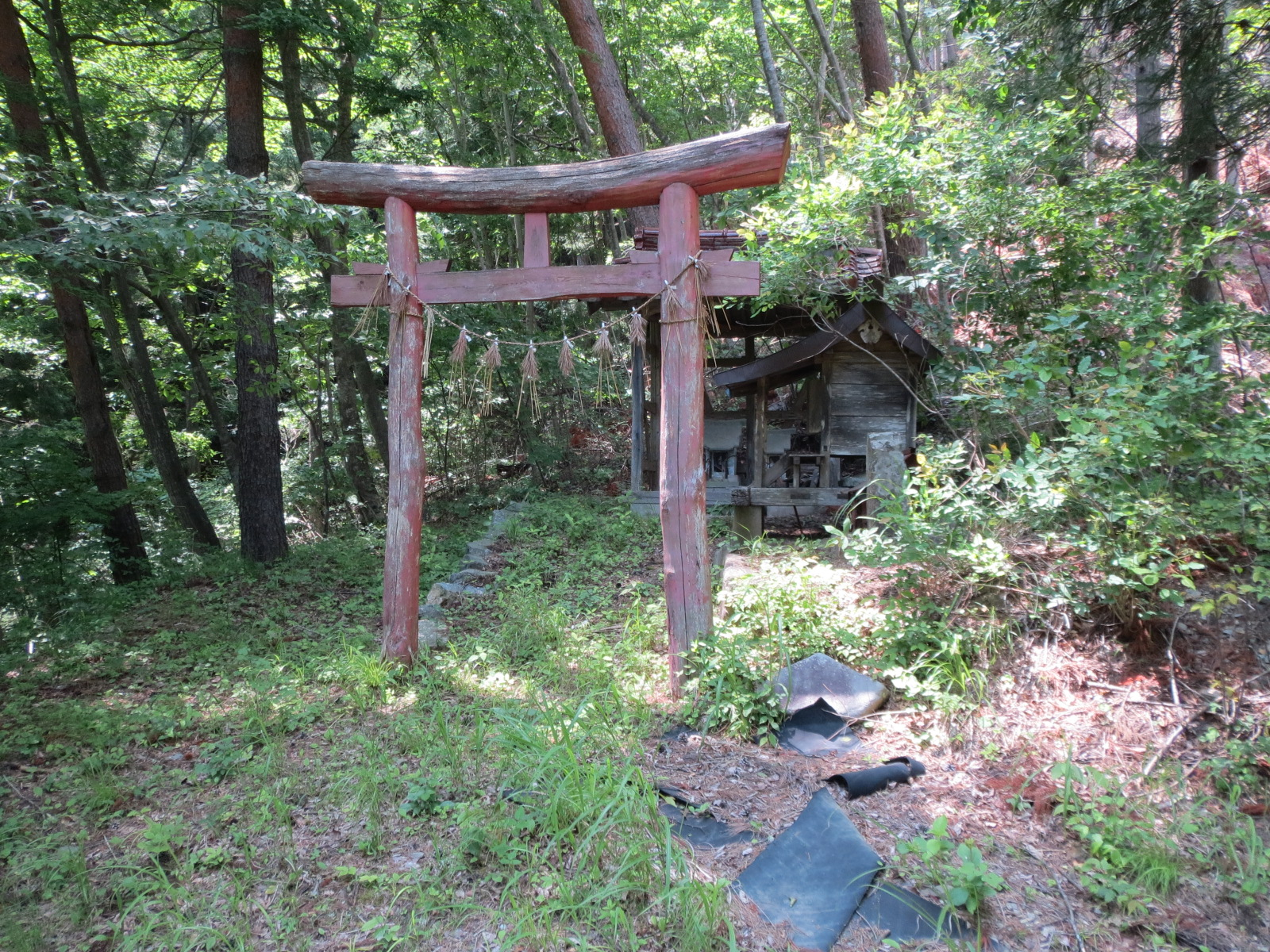
宮ノ口判官堂（2017年6月）
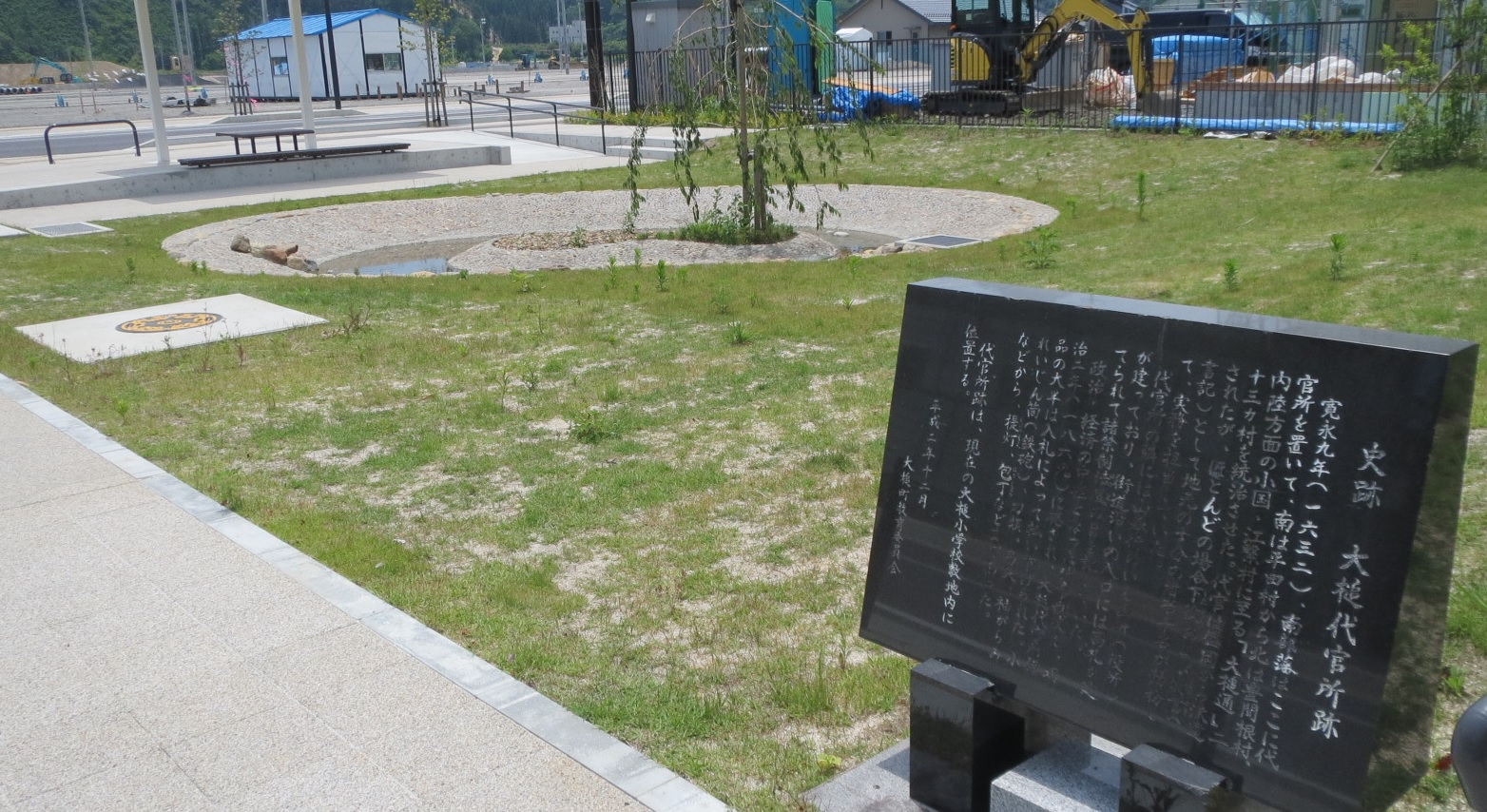
大槌代官所跡石碑がある公園（2017年7月）
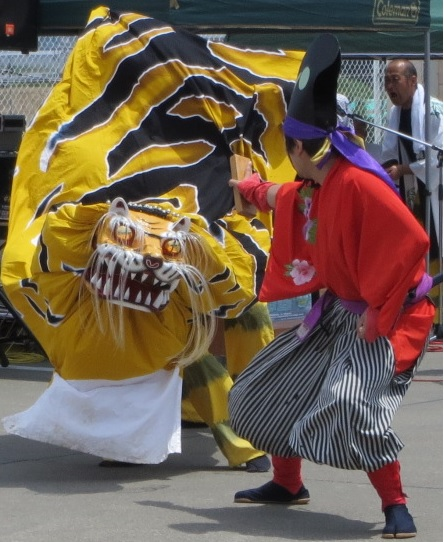
大槌郷土芸能祭で披露された虎舞（2017年7月）

## 出身著名人
- 二代目・前川善兵衛（通り名「吉里吉里善兵衛」）：商人（廻船問屋）。1637年生まれ。陸奥国は盛岡藩領の吉里吉里村（現・大槌町吉里吉里）出身。一族は相模国（現・神奈川県）の出（後北条氏配下）[4][32]。
- 大槌孫八郎：武士（大槌城主）。廻船業主。
- 松橋暉男：東郷神社名誉宮司。小槌神社禰宜。
- こしたてつひろ：漫画家。吉里吉里地区出身。
- 佐佐木勝彦：漫画家。吉里吉里地区出身。
- 佐藤ひろ美：シンガーソングライター
- 中村龍徳：イラストレーター。桜木町地区出身。
- 山口ともみ（旧芸名：山崎友見）：演歌歌手。吉里吉里地区出身。
- 臼澤みさき：歌手
- 材津昭吾：政治評論家。鈴木善幸首相の内閣総理大臣秘書官。